# Vierschanzentournee 2008/09

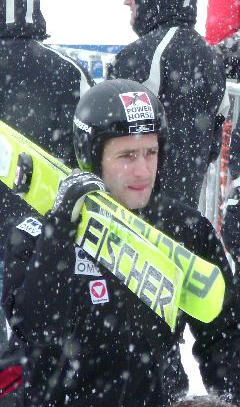
Tourneesieger Wolfgang Loitzl

Die 57. Vierschanzentournee 2008/09 (offizielle Bezeichnung 57. Internationale Jack Wolfskin Vierschanzentournee) ist eine als Teil des Skisprung-Weltcups 2008/09 vom Internationalen Skiverband zwischen dem 28. Dezember 2008 und dem 6. Januar 2009 veranstaltete Reihe von Skisprungwettkämpfen. Sieger wurde der Österreicher Wolfgang Loitzl vor dem Schweizer Simon Ammann und dem Österreicher Gregor Schlierenzauer.
Das am 29. Dezember 2008 in Oberstdorf ausgetragene Auftaktspringen konnte der Schweizer Simon Ammann vor dem Österreicher Wolfgang Loitzl und dem Russen Dmitri Wassiljew gewinnen. Das Neujahrsspringen in Garmisch-Partenkirchen gewann Loitzl vor Ammann und dem Finnen Harri Olli. Das dritte Tourneespringen am 4. Januar 2009 in Innsbruck gewann Loitzl vor dem Österreicher Gregor Schlierenzauer und dem Deutschen Martin Schmitt. Das abschließende Dreikönigsspringen in Bischofshofen gewann Loitzl vor Ammann und Wassiljew.
Wolfgang Loitzl erhielt beim Springen in Bischofshofen im ersten Durchgang für seinen 142,5-Meter-Sprung fünfmal die Höchstnote von 20,0 Punkten und stellte damit einen neuen Rekord auf. In der Geschichte des Skispringens war es zuvor erst vier Springern gelungen, diese Marke zu erreichen, doch noch nie bei der Vierschanzentournee. Beinahe hätte Loitzl dieses Kunststück mit einem ebenso perfekten 141,5-Meter-Sprung im zweiten Durchgang wiederholen können, doch verwehrte ihm der tschechische Sprungrichter Václav Kraml mit seiner Wertung (19,5 Punkte) die fünfte 20,0-Wertung.

## Teilnehmer
| Nation             | Athleten |
| ------------------ | --- |
| Deutschland        | Pascal Bodmer, Tobias Bogner, Severin Freund, Stephan Hocke, Maximilian Mechler, Julian Musiol, Michael Neumayer, Danny Queck, Martin Schmitt, Felix Schoft, Erik Simon, Michael Uhrmann, Andreas Wank                                                                         |
| Österreich         | Markus Eggenhofer, Manuel Fettner, Nicolas Fettner, Bastian Kaltenböck, Martin Koch, Andreas Kofler, Daniel Lackner, Wolfgang Loitzl, Thomas Morgenstern, Roland Müller, Florian Schabereiter, Gregor Schlierenzauer, Balthasar Schneider, Andreas Strolz, Stefan Thurnbichler |
| Bulgarien          | Wladimir Sografski |
| Finnland           | Matti Hautamäki, Kalle Keituri, Ville Larinto, Sami Niemi, Harri Olli |
| Frankreich         | Emmanuel Chedal, Vincent Descombes Sevoie, Nicolas Mayer |
| Italien            | Sebastian Colloredo, Alessio De Crignis, Andrea Morassi |
| Japan              | Daiki Itō, Noriaki Kasai, Taku Takeuchi, Shōhei Tochimoto, Yūta Watase, Fumihisa Yumoto |
| Kasachstan         | Iwan Karaulow, Nikolai Karpenko, Alexei Koroljow |
| Norwegen           | Anders Bardal, Johan Remen Evensen, Kenneth Gangnes, Tom Hilde, Anders Jacobsen, Roar Ljøkelsøy, Sigurd Pettersen, Bjørn Einar Romøren |
| Polen              | Marcin Bachleda, Adam Małysz, Łukasz Rutkowski, Kamil Stoch, Piotr Żyła |
| Russland           | Dmitri Ipatow, Pawel Karelin, Denis Kornilow, Ilja Rosljakow, Dmitri Wassiljew |
| Schweden           | Andreas Arén, Johan Eriksson |
| Schweiz            | Simon Ammann, Andreas Küttel |
| Slowakei           | Tomáš Zmoray |
| Slowenien          | Jernej Damjan, Matic Kramaršič, Robert Kranjec, Mitja Mežnar, Primož Peterka, Primož Pikl, Rok Urbanc |
| Tschechien         | Jakub Janda, Roman Koudelka, Borek Sedlák, Ondřej Vaculík |
| Ukraine            | Wolodymyr Boschtschuk, Oleksandr Lasarowytsch |
| Vereinigte Staaten | Nicholas Fairall, Anders Johnson |

## Oberstdorf

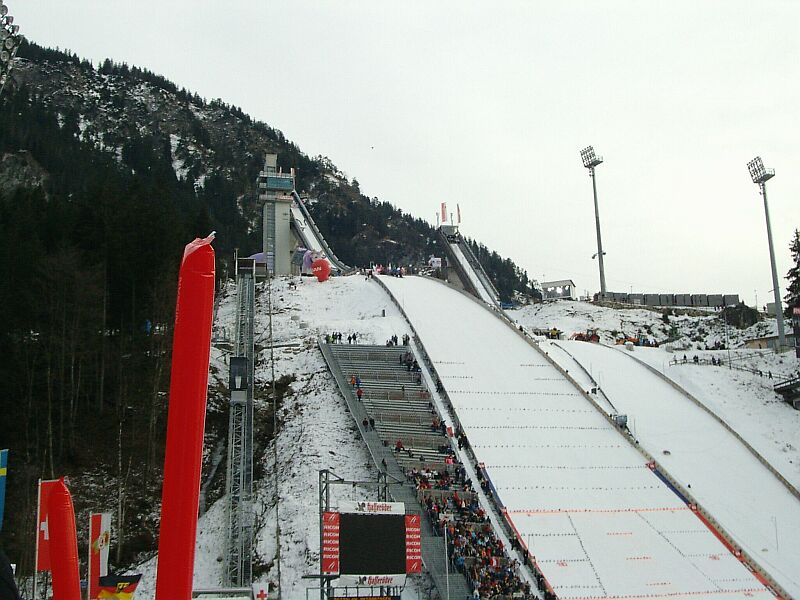
Die Schattenbergschanze in Oberstdorf

Das Springen in Oberstdorf fand auf der Schattenbergschanze statt, die eine Hillsize von 137 Metern, einen Kalkulationspunkt von 120 Metern, eine Aufsprungneigung am K-Punkt von 35,50°, eine Turmhöhe von 43 Metern, eine Anlauflänge von 93 Metern und eine Gesamtlänge bis zum Beginn des Auslaufs von 238 Metern aufweist. Aktueller Schanzenrekordhalter war der Norweger Sigurd Pettersen, der am 29. Dezember 2003 eine Weite von 143,5 Metern erreichte.
Renndirektor war der FIS-Delegierte Walter Hofer, als technischer Delegierter fungierte der Norweger Torgeir Nordby und als Schanzenchef der Deutsche Ralf Schmid. Als Punkterichter waren Václav Kraml (Tschechien), Marek Tucznio (Polen), Johann Bachmayer (Österreich), Vladimir Bras (Slowenien) und Michael Herzig (Deutschland) im Einsatz.

### Qualifikation
Die Qualifikation fand am 28. Dezember 2008 zwischen 16:30 und 17:42 Uhr statt. Zu ihr traten 71 Starter aus 18 Nationen an. Vor den drei im Gesamtweltcup am besten platzierten Springern verkürzte die Jury den Anlauf um eine Luke. Diese sprangen unabhängig von den Platzierungen der restlichen Starter um die Plätze eins bis drei. Die zehn Führenden des Gesamtweltcups, die für das Springen bereits vorqualifiziert waren, sind in der Liste mit einem Stern * gekennzeichnet.
| Rang               | Name                     | Weite   | Punkte |
| ------------------ | ------------------------ | ------- | ------ |
| Start aus Luke 16: |                          |         |        |
| 01 *               | Wolfgang Loitzl          | 135,0 m | 144,0  |
| 02 *               | Gregor Schlierenzauer    | 136,0 m | 143,8  |
| 03 *               | Simon Ammann             | 135,0 m | 142,0  |
| Start aus Luke 17: |                          |         |        |
| 04 *               | Thomas Morgenstern       | 135,5 m | 143,9  |
| 05 *               | Ville Larinto            | 139,0 m | 142,2  |
| 06 *               | Martin Schmitt           | 132,5 m | 137,0  |
| 07 *               | Martin Koch              | 132,5 m | 136,5  |
| 080                | Andreas Küttel           | 131,0 m | 135,3  |
| 09 *               | Anders Bardal            | 127,5 m | 128,5  |
| 100                | Stephan Hocke            | 128,0 m | 128,4  |
| 110                | Michael Neumayer         | 128,5 m | 127,8  |
| 12 *               | Harri Olli               | 126,5 m | 125,7  |
| 130                | Michael Uhrmann          | 126,5 m | 125,2  |
| 140                | Noriaki Kasai            | 127,0 m | 125,1  |
| 150                | Kalle Keituri            | 126,0 m | 124,8  |
| 160                | Anders Jacobsen          | 124,5 m | 121,6  |
| 170                | Emmanuel Chedal          | 124,5 m | 120,6  |
| 180                | Markus Eggenhofer        | 124,0 m | 120,2  |
| 190                | Matti Hautamäki          | 123,5 m | 118,8  |
| 20 *               | Johan Remen Evensen      | 123,0 m | 117,4  |
| 210                | Daiki Itō                | 122,5 m | 116,5  |
| 220                | Jakub Janda              | 122,0 m | 116,1  |
| 230                | Roman Koudelka           | 121,0 m | 114,3  |
| 230                | Andreas Kofler           | 121,0 m | 114,3  |
| 250                | Dmitri Wassiljew         | 121,0 m | 113,8  |
| 260                | Robert Kranjec           | 120,5 m | 112,9  |
| 260                | Vincent Descombes Sevoie | 120,5 m | 112,9  |
| 280                | Adam Małysz              | 120,0 m | 111,5  |
| 290                | Tom Hilde                | 118,0 m | 107,9  |
| 290                | Roar Ljøkelsøy           | 118,0 m | 107,9  |
| 310                | Fumihisa Yumoto          | 117,5 m | 107,5  |
| 320                | Yūta Watase              | 117,5 m | 106,5  |
| 330                | Shōhei Tochimoto         | 117,0 m | 105,6  |
| 330                | Denis Kornilow           | 117,0 m | 105,6  |
| 330                | Sami Niemi               | 117,0 m | 105,6  |

| Rang                                         | Name                   | Weite   | Punkte |
| -------------------------------------------- | ---------------------- | ------- | ------ |
| 360                                          | Borek Sedlák           | 116,5 m | 104,7  |
| 370                                          | Ilja Rosljakow         | 116,0 m | 103,8  |
| 370                                          | Mitja Mežnar           | 116,0 m | 103,8  |
| 390                                          | Felix Schoft           | 115,5 m | 102,9  |
| 400                                          | Johan Eriksson         | 115,5 m | 101,4  |
| 410                                          | Ondřej Vaculík         | 114,5 m | 100,6  |
| 420                                          | Andreas Wank           | 114,5 m | 100,1  |
| 430                                          | Alexei Koroljow        | 114,0 m | 099,2  |
| 440                                          | Daniel Lackner         | 113,0 m | 097,9  |
| 450                                          | Jernej Damjan          | 113,0 m | 097,4  |
| 460                                          | Primož Peterka         | 113,5 m | 096,8  |
| 470                                          | Primož Pikl            | 112,5 m | 096,0  |
| 480                                          | Severin Freund         | 113,5 m | 095,8  |
| 490                                          | Piotr Żyła             | 112,5 m | 095,5  |
| 490                                          | Julian Musiol          | 112,5 m | 095,5  |
| Nicht für den ersten Durchgang qualifiziert: |                        |         |        |
| 510                                          | Maximilian Mechler     | 112,5 m | 095,0  |
| 520                                          | Marcin Bachleda        | 111,5 m | 094,7  |
| 530                                          | Tobias Bogner          | 111,5 m | 094,2  |
| 540                                          | Anders Johnson         | 111,0 m | 093,8  |
| 550                                          | Erik Simon             | 111,0 m | 092,8  |
| 560                                          | Sebastian Colloredo    | 111,5 m | 092,7  |
| 570                                          | Bjørn Einar Romøren    | 109,0 m | 089,7  |
| 570                                          | Taku Takeuchi          | 109,0 m | 089,7  |
| 590                                          | Nicholas Fairall       | 109,0 m | 088,7  |
| 590                                          | Wolodymyr Boschtschuk  | 109,0 m | 088,7  |
| 610                                          | Pawel Karelin          | 108,0 m | 087,9  |
| 620                                          | Andreas Arén           | 108,5 m | 087,3  |
| 630                                          | Pascal Bodmer          | 106,5 m | 083,7  |
| 640                                          | Oleksandr Lasarowytsch | 106,5 m | 083,2  |
| 650                                          | Nikolai Karpenko       | 106,0 m | 082,8  |
| 660                                          | Andrea Morassi         | 105,0 m | 081,0  |
| 670                                          | Łukasz Rutkowski       | 102,5 m | 077,0  |
| 680                                          | Nicolas Mayer          | 102,0 m | 075,6  |
| 690                                          | Danny Queck            | 100,5 m | 071,9  |
| 700                                          | Tomáš Zmoray           | 098,5 m | 066,8  |
| 710                                          | Wladimir Sografski     | 093,0 m | 052,4  |

### Erster Durchgang
Der erste Wertungsdurchgang fand am 29. Dezember 2008 zwischen 16:30 und 17:24 Uhr statt. Zu diesem traten 50 Springer aus 13 Nationen an. Gestartet wurde aus Luke 16.
Aus dem Ergebnis der Qualifikation ergaben sich für das in diesem Durchgang angewendete K.-o.-System die folgenden Duelle. Die direkten Sieger der K.-o.-Duelle sind mit dem Zusatz „(S)“ gekennzeichnet. Die über die Lucky-Loser-Regelung im zweiten Durchgang startberechtigten Springer sind mit dem Zusatz „(LL)“ gekennzeichnet. Nachdem die im Duell gegeneinander startenden Roman Koudelka und Adam Małysz weiten- und punktgleich geblieben waren, wurde Koudelka aufgrund seines besseren Ergebnisses in der Qualifikation zum Duellsieger erklärt. Der Norweger Anders Bardal stürzte unmittelbar nach der Landung.
| Springer 1                    | Weite   | Punkte |  | Springer 2                | Weite   | Punkte |
| ----------------------------- | ------- | ------ |  | ------------------------- | ------- | ------ |
| Robert Kranjec                | 124,0 m | 119,7  |  | Dmitri Wassiljew (S)      | 134,5 m | 140,1  |
| Vincent Descombes Sevoie (LL) | 125,0 m | 121,0  |  | Andreas Kofler (S)        | 125,5 m | 123,9  |
| Adam Małysz (LL)              | 124,5 m | 121,6  |  | Roman Koudelka (S)        | 124,5 m | 121,6  |
| Tom Hilde                     | 118,0 m | 108,4  |  | Jakub Janda (S)           | 125,9 m | 122,5  |
| Roar Ljøkelsøy                | 120,5 m | 112,9  |  | Daiki Itō (S)             | 128,0 m | 128,4  |
| Fumihisa Yumoto (S)           | 127,5 m | 127,0  |  | Johan Remen Evensen (LL)  | 126,5 m | 125,7  |
| Yūta Watase                   | 122,5 m | 117,0  |  | Matti Hautamäki (S)       | 126,5 m | 125,7  |
| Shōhei Tochimoto              | 119,0 m | 109,2  |  | Markus Eggenhofer (S)     | 122,0 m | 116,1  |
| Denis Kornilow (LL)           | 127,5 m | 127,5  |  | Emmanuel Chedal (S)       | 131,0 m | 133,8  |
| Sami Niemi                    | 120,0 m | 111,5  |  | Anders Jacobsen (S)       | 138,0 m | 142,4  |
| Borek Sedlák                  | 116,0 m | 103,8  |  | Kalle Keituri (S)         | 131,5 m | 135,7  |
| Ilja Rosljakow (LL)           | 125,5 m | 123,4  |  | Noriaki Kasai (S)         | 127,0 m | 125,1  |
| Mitja Mežnar                  | 118,5 m | 108,8  |  | Michael Uhrmann (S)       | 131,5 m | 136,2  |
| Felix Schoft                  | 124,5 m | 120,6  |  | Harri Olli (S)            | 135,5 m | 141,9  |
| Johan Eriksson                | 124,5 m | 120,1  |  | Michael Neumayer (S)      | 133,0 m | 137,4  |
| Ondřej Vaculík                | 121,0 m | 113,3  |  | Stephan Hocke (S)         | 124,0 m | 120,2  |
| Andreas Wank (S)              | 115,5 m | 102,9  |  | Anders Bardal             | 122,0 m | 094,1  |
| Alexei Koroljow               | 117,0 m | 106,1  |  | Andreas Küttel (S)        | 123,0 m | 117,4  |
| Daniel Lackner                | 117,0 m | 105,6  |  | Martin Koch (S)           | 129,0 m | 130,2  |
| Jernej Damjan                 | 117,5 m | 107,5  |  | Martin Schmitt (S)        | 134,5 m | 142,1  |
| Primož Peterka                | 114,0 m | 098,7  |  | Ville Larinto (S)         | 125,0 m | 121,5  |
| Primož Pikl                   | 105,5 m | 077,9  |  | Thomas Morgenstern (S)    | 128,0 m | 129,9  |
| Severin Freund                | 119,5 m | 111,6  |  | Simon Ammann (S)          | 136,5 m | 145,7  |
| Piotr Żyła                    | 123,5 m | 118,8  |  | Gregor Schlierenzauer (S) | 133,0 m | 138,9  |
| Julian Musiol                 | 116,5 m | 103,7  |  | Wolfgang Loitzl (S)       | 135,0 m | 142,5  |

| Rang | Name                     | Weite   | Punkte |
| ---- | ------------------------ | ------- | ------ |
| 01   | Simon Ammann             | 136,5 m | 145,7  |
| 02   | Wolfgang Loitzl          | 135,0 m | 142,5  |
| 03   | Anders Jacobsen          | 138,0 m | 142,4  |
| 04   | Martin Schmitt           | 134,5 m | 142,1  |
| 05   | Harri Olli               | 135,5 m | 141,9  |
| 06   | Dmitri Wassiljew         | 134,5 m | 140,1  |
| 07   | Gregor Schlierenzauer    | 133,0 m | 138,9  |
| 08   | Michael Neumayer         | 133,0 m | 137,4  |
| 09   | Michael Uhrmann          | 131,5 m | 136,2  |
| 10   | Kalle Keituri            | 131,5 m | 135,7  |
| 11   | Emmanuel Chedal          | 131,0 m | 133,8  |
| 12   | Martin Koch              | 129,0 m | 130,2  |
| 13   | Thomas Morgenstern       | 128,0 m | 129,9  |
| 14   | Daiki Itō                | 128,0 m | 128,4  |
| 15   | Denis Kornilow           | 127,5 m | 127,5  |
| 16   | Fumihisa Yumoto          | 127,5 m | 127,0  |
| 17   | Matti Hautamäki          | 126,5 m | 125,7  |
|      | Johan Remen Evensen      | 126,5 m | 125,7  |
| 19   | Noriaki Kasai            | 127,0 m | 125,1  |
| 20   | Andreas Kofler           | 125,5 m | 123,9  |
| 21   | Ilja Rosljakow           | 125,5 m | 123,4  |
| 22   | Jakub Janda              | 125,0 m | 122,5  |
| 23   | Roman Koudelka           | 124,5 m | 121,6  |
|      | Adam Małysz              | 124,5 m | 121,6  |
| 25   | Ville Larinto            | 125,0 m | 121,5  |
| 26   | Vincent Descombes Sevoie | 125,0 m | 121,0  |

| Rang                                          | Name              | Weite   | Punkte |
| --------------------------------------------- | ----------------- | ------- | ------ |
| 27                                            | Stephan Hocke     | 124,0 m | 120,2  |
| 28                                            | Andreas Küttel    | 123,0 m | 117,4  |
| 29                                            | Markus Eggenhofer | 122,0 m | 116,1  |
| 30                                            | Andreas Wank      | 115,5 m | 102,9  |
| Für den zweiten Durchgang nicht qualifiziert: |                   |         |        |
| 31                                            | Felix Schoft      | 124,5 m | 120,6  |
| 32                                            | Johan Eriksson    | 124,5 m | 120,1  |
| 33                                            | Robert Kranjec    | 124,0 m | 119,7  |
| 34                                            | Piotr Żyła        | 123,5 m | 118,8  |
| 35                                            | Yūta Watase       | 122,5 m | 117,0  |
| 36                                            | Ondřej Vaculík    | 121,0 m | 113,3  |
| 37                                            | Roar Ljøkelsøy    | 120,5 m | 112,9  |
| 38                                            | Severin Freund    | 119,5 m | 111,6  |
| 39                                            | Sami Niemi        | 120,0 m | 111,5  |
| 40                                            | Shōhei Tochimoto  | 119,0 m | 109,2  |
| 41                                            | Mitja Mežnar      | 118,5 m | 108,8  |
| 42                                            | Tom Hilde         | 118,0 m | 108,4  |
| 43                                            | Jernej Damjan     | 117,5 m | 107,5  |
| 44                                            | Alexei Koroljow   | 117,0 m | 106,1  |
| 45                                            | Daniel Lackner    | 117,0 m | 105,6  |
| 46                                            | Borek Sedlák      | 116,0 m | 103,8  |
| 47                                            | Julian Musiol     | 116,5 m | 103,7  |
| 48                                            | Primož Peterka    | 114,0 m | 098,7  |
| 49                                            | Anders Bardal     | 122,0 m | 094,1  |
| 50                                            | Primož Pikl       | 105,5 m | 077,9  |

### Zweiter Durchgang und Endergebnis
Der zweite Durchgang fand am 29. Dezember 2008 zwischen 17:40 und 18:50 Uhr statt. Zu diesem traten mit den 25 Siegern der K.-o.-Duelle sowie den fünf Lucky Losern 30 Springer aus zehn Nationen an. Wie bereits im ersten Durchgang wurde aus Luke 16 gestartet.
Den Tagessieg holte sich der Schweizer Simon Ammann, der sich mit 1,2 Punkten vor dem Österreicher Wolfgang Loitzl und mit 2,0 Punkten vor dem Russen Dmitri Wassiljew durchsetzte. Die Tageshöchstweite von 136,5 Metern erzielte Simon Ammann im ersten Durchgang. Im zweiten Durchgang gelang Dmitri Wassiljew mit 136,0 Metern der weiteste Sprung. Den Titel des „Man of the day“ sicherte sich der Russe Dmitri Wassiljew.
| Rang | Name                  | Punkte | Weite 1 | Weite 2 |
| ---- | --------------------- | ------ | ------- | ------- |
| 01   | Simon Ammann          | 286,4  | 136,5 m | 134,0 m |
| 02   | Wolfgang Loitzl       | 285,2  | 135,0 m | 134,0 m |
| 03   | Dmitri Wassiljew      | 284,4  | 134,5 m | 136,0 m |
| 04   | Gregor Schlierenzauer | 280,1  | 133,0 m | 134,0 m |
| 05   | Martin Schmitt        | 273,8  | 134,5 m | 129,0 m |
| 06   | Anders Jacobsen       | 269,0  | 138,0 m | 127,0 m |
| 07   | Harri Olli            | 268,5  | 135,5 m | 127,0 m |
| 08   | Kalle Keituri         | 267,8  | 131,5 m | 129,5 m |
| 09   | Michael Neumayer      | 259,8  | 133,0 m | 125,5 m |
| 10   | Michael Uhrmann       | 256,9  | 131,5 m | 124,0 m |
| 11   | Thomas Morgenstern    | 254,7  | 128,0 m | 126,0 m |
| 12   | Emmanuel Chedal       | 251,7  | 131,0 m | 123,0 m |
| 13   | Matti Hautamäki       | 250,5  | 126,5 m | 126,0 m |
| 14   | Ville Larinto         | 249,9  | 125,0 m | 128,0 m |
| 15   | Stephan Hocke         | 247,3  | 124,0 m | 127,0 m |

| Rang | Name                     | Punkte | Weite 1 | Weite 2 |
| ---- | ------------------------ | ------ | ------- | ------- |
| 16   | Fumihisa Yumoto          | 244,9  | 127,5 m | 123,0 m |
| 17   | Noriaki Kasai            | 243,9  | 127,0 m | 123,5 m |
| 18   | Denis Kornilow           | 242,4  | 127,5 m | 123,0 m |
| 19   | Daiki Itō                | 240,9  | 128,0 m | 120,0 m |
| 20   | Andreas Kofler           | 237,3  | 125,5 m | 120,5 m |
| 21   | Johan Remen Evensen      | 236,7  | 126,5 m | 120,0 m |
| 22   | Andreas Küttel           | 236,2  | 123,0 m | 123,5 m |
| 23   | Martin Koch              | 233,5  | 129,0 m | 116,0 m |
| 24   | Vincent Descombes Sevoie | 232,4  | 125,0 m | 120,5 m |
| 25   | Jakub Janda              | 232,3  | 125,0 m | 118,5 m |
| 26   | Roman Koudelka           | 232,2  | 124,5 m | 119,5 m |
| 27   | Adam Małysz              | 229,5  | 124,5 m | 118,0 m |
| 28   | Markus Eggenhofer        | 225,9  | 122,0 m | 118,5 m |
| 29   | Ilja Rosljakow           | 221,3  | 125,5 m | 113,0 m |
| 30   | Andreas Wank             | 214,8  | 115,5 m | 120,5 m |

## Garmisch-Partenkirchen
Das Springen in Garmisch-Partenkirchen fand auf der Großen Olympiaschanze statt, die eine Hillsize von 140 Metern, einen Kalkulationspunkt von 125 Metern, eine Aufsprungneigung am K-Punkt von 34,70°, eine Turmhöhe von 60,4 Metern, eine Anlauflänge von 103,5 Metern und eine Gesamtlänge bis zum Beginn des Auslaufs von 235 Metern aufweist. Aktueller Schanzenrekordhalter war der Österreicher Gregor Schlierenzauer, der am 1. Januar 2008 eine Weite von 141,0 Metern erreichte.
Renndirektor war der FIS-Delegierte Walter Hofer, als technischer Delegierter fungierte der Österreicher Paul Ganzenhuber und als Schanzenchef der Deutsche Franz Rappenglück. Für die Bewertung waren die Punkterichter Christian Diechtler (Deutschland), Vladimir Bras (Slowenien), Václav Kraml (Tschechien), Marek Tucznio (Polen) und Stefan Wolf (Österreich) zuständig.

### Qualifikation
Die Qualifikation fand am 31. Dezember 2008 zwischen 13:46 und 14:57 Uhr statt. Zu ihr traten 67 Starter aus 16 Nationen an. Der in der Tourneewertung führende Schweizer Simon Ammann ließ den Qualifikationsdurchgang aus, der Deutsche Erik Simon wurde wegen zu langer Ski disqualifiziert. Gestartet wurde aus Luke 21. Die zehn Führenden des Gesamtweltcups, die für das Springen bereits vorqualifiziert waren, sind in der Liste durch einen Stern * gekennzeichnet.
| Rang | Name                     | Weite   | Punkte |
| ---- | ------------------------ | ------- | ------ |
| 01 * | Gregor Schlierenzauer    | 135,0 m | 134,5  |
| 02 * | Harri Olli               | 129,0 m | 119,2  |
| 03 * | Wolfgang Loitzl          | 126,5 m | 117,7  |
| 040  | Jakub Janda              | 125,5 m | 114,9  |
| 050  | Anders Jacobsen          | 125,0 m | 113,5  |
| 06 * | Martin Koch              | 125,5 m | 113,4  |
| 070  | Andreas Küttel           | 126,5 m | 112,2  |
| 080  | Adam Małysz              | 124,5 m | 112,1  |
| 09 * | Dmitri Wassiljew         | 125,0 m | 112,0  |
| 100  | Yūta Watase              | 124,0 m | 111,7  |
| 11 * | Ville Larinto            | 126,5 m | 110,7  |
| 120  | Pascal Bodmer            | 126,0 m | 110,3  |
| 130  | Stephan Hocke            | 123,5 m | 109,3  |
| 130  | Jernej Damjan            | 123,5 m | 109,3  |
| 15 * | Martin Schmitt           | 122,5 m | 108,0  |
| 150  | Andreas Kofler           | 122,5 m | 108,0  |
| 17 * | Thomas Morgenstern       | 121,5 m | 107,7  |
| 180  | Shōhei Tochimoto         | 122,5 m | 107,5  |
| 190  | Michael Uhrmann          | 122,0 m | 107,1  |
| 200  | Daiki Itō                | 121,5 m | 106,2  |
| 210  | Denis Kornilow           | 121,5 m | 105,2  |
| 220  | Matti Hautamäki          | 121,0 m | 104,8  |
| 220  | Michael Neumayer         | 121,0 m | 104,8  |
| 240  | Robert Kranjec           | 121,5 m | 104,7  |
| 250  | Ilja Rosljakow           | 121,0 m | 104,3  |
| 250  | Kamil Stoch              | 121,0 m | 104,3  |
| 270  | Nikolai Karpenko         | 121,0 m | 103,8  |
| 280  | Ondřej Vaculík           | 120,5 m | 102,9  |
| 280  | Primož Pikl              | 120,5 m | 102,9  |
| 30 * | Anders Bardal            | 119,5 m | 102,6  |
| 310  | Piotr Żyła               | 120,0 m | 102,0  |
| 320  | Nicholas Fairall         | 120,0 m | 101,5  |
| 330  | Tobias Bogner            | 119,5 m | 101,1  |
| 340  | Vincent Descombes Sevoie | 119,0 m | 100,7  |
| 350  | Primož Peterka           | 119,0 m | 100,2  |

| Rang                                         | Name                | Weite   | Punkte |
| -------------------------------------------- | ------------------- | ------- | ------ |
| 360                                          | Sebastian Colloredo | 118,5 m | 099,3  |
| 370                                          | Emmanuel Chedal     | 118,0 m | 098,9  |
| 380                                          | Kalle Keituri       | 118,5 m | 098,3  |
| 390                                          | Fumihisa Yumoto     | 117,5 m | 098,0  |
| 400                                          | Noriaki Kasai       | 118,0 m | 097,9  |
| 400                                          | Bjørn Einar Romøren | 118,0 m | 097,9  |
| 420                                          | Daniel Lackner      | 118,5 m | 097,8  |
| 430                                          | Andreas Wank        | 119,0 m | 097,7  |
| 440                                          | Roman Koudelka      | 117,5 m | 097,5  |
| 450                                          | Andrea Morassi      | 117,5 m | 096,0  |
| 460                                          | Taku Takeuchi       | 116,5 m | 095,2  |
| 460                                          | Felix Schoft        | 116,5 m | 095,2  |
| 480                                          | Johan Eriksson      | 117,0 m | 094,6  |
| 490                                          | Andreas Arén        | 116,5 m | 094,2  |
| DNS *                                        | Simon Ammann        | –       | –      |
| Nicht für den ersten Durchgang qualifiziert: |                     |         |        |
| 500                                          | Markus Eggenhofer   | 116,5 m | 093,7  |
| 510                                          | Mitja Mežnar        | 115,5 m | 091,4  |
| 520                                          | Dmitri Ipatow       | 115,0 m | 091,0  |
| 530                                          | Borek Sedlák        | 114,5 m | 090,6  |
| 540                                          | Maximilian Mechler  | 114,5 m | 090,1  |
| 550                                          | Johan Remen Evensen | 113,0 m | 089,9  |
| 560                                          | Sami Niemi          | 115,5 m | 088,9  |
| 570                                          | Severin Freund      | 113,0 m | 086,4  |
| 580                                          | Alexei Koroljow     | 111,0 m | 083,8  |
| 590                                          | Roar Ljøkelsøy      | 111,0 m | 082,8  |
| 600                                          | Marcin Bachleda     | 110,5 m | 082,4  |
| 610                                          | Julian Musiol       | 110,5 m | 079,4  |
| 620                                          | Danny Queck         | 108,5 m | 077,3  |
| 630                                          | Tom Hilde           | 107,5 m | 077,0  |
| 640                                          | Anders Johnson      | 108,5 m | 076,8  |
| 650                                          | Iwan Karaulow       | 103,5 m | 067,8  |
| 660                                          | Tomáš Zmoray        | 085,5 m | 028,9  |
| DSQ                                          | Erik Simon          | –       | –      |

### Erster Durchgang
Der erste Wertungsdurchgang fand am 1. Januar 2009 zwischen 13:48 und 14:42 Uhr statt. Zu ihm traten 50 Springer aus 15 Nationen an. Gestartet wurde aus Luke 20.
Aus dem Ergebnis der Qualifikation ergaben sich für das in diesem Durchgang angewendete K.-o.-System die folgenden Duelle. Die direkten Sieger der K.-o.-Duelle sind mit dem Zusatz „(S)“ gekennzeichnet. Die über die Lucky-Loser-Regelung im zweiten Durchgang startberechtigten Springer sind mit dem Zusatz „(LL)“ gekennzeichnet. Da sich Denis Kornilow und Roman Koudelka punktgleich auf dem fünften Platz der Lucky Loser platzierten, rückten anstatt der sonst üblichen fünf sechs Lucky Loser in den zweiten Durchgang vor.
| Springer 1               | Weite   | Punkte |  | Springer 2                 | Weite   | Punkte |
| ------------------------ | ------- | ------ |  | -------------------------- | ------- | ------ |
| Kamil Stoch              | 110,5 m | 083,4  |  | Ilja Rosljakow (S)         | 118,0 m | 098,9  |
| Nikolai Karpenko         | 114,5 m | 092,1  |  | Robert Kranjec (S)         | 119,0 m | 100,7  |
| Ondřej Vaculík           | 114,0 m | 090,2  |  | Michael Neumayer (S)       | 127,5 m | 116,0  |
| Primož Pikl              | 117,0 m | 095,6  |  | Matti Hautamäki (S)        | 130,5 m | 125,4  |
| Anders Bardal (S)        | 126,0 m | 114,8  |  | Denis Kornilow (LL)        | 124,0 m | 110,7  |
| Piotr Żyła               | 114,5 m | 090,6  |  | Daiki Itō (S)              | 118,5 m | 099,3  |
| Nicholas Fairall         | 111,5 m | 083,7  |  | Michael Uhrmann (S)        | 126,5 m | 116,7  |
| Tobias Bogner            | 116,0 m | 094,8  |  | Shōhei Tochimoto (S)       | 124,0 m | 110,7  |
| Vincent Descombes Sevoie | 117,5 m | 097,5  |  | Thomas Morgenstern (S)     | 128,0 m | 120,4  |
| Primož Peterka           | 118,0 m | 099,4  |  | Andreas Kofler (S)         | 120,5 m | 104,9  |
| Sebastian Colloredo      | 115,5 m | 093,4  |  | Martin Schmitt (S)         | 135,0 m | 134,5  |
| Emmanuel Chedal (S)      | 128,5 m | 119,8  |  | Jernej Damjan (LL)         | 125,5 m | 115,7  |
| Kalle Keituri (S)        | 126,5 m | 115,7  |  | Stephan Hocke (LL)         | 125,5 m | 113,9  |
| Fumihisa Yumoto (S)      | 116,0 m | 093,3  |  | Pascal Bodmer              | 113,5 m | 085,8  |
| Noriaki Kasai (LL)       | 125,0 m | 112,5  |  | Ville Larinto (S)          | 125,0 m | 113,5  |
| Bjørn Einar Romøren      | 110,5 m | 078,4  |  | Yūta Watase (S)            | 119,0 m | 102,6  |
| Daniel Lackner           | 117,0 m | 096,6  |  | Dmitri Wassiljew (S)       | 131,0 m | 123,8  |
| Andreas Wank (S)         | 118,0 m | 096,9  |  | Adam Małysz                | 116,0 m | 095,3  |
| Roman Koudelka (LL)      | 124,0 m | 110,7  |  | Andreas Küttel (S)         | 128,0 m | 119,4  |
| Andrea Morassi           | 109,5 m | 081,8  |  | Martin Koch (S)            | 134,5 m | 129,6  |
| Taku Takeuchi            | 112,5 m | 081,5  |  | Anders Jacobsen (S)        | 134,0 m | 132,2  |
| Felix Schoft             | 123,5 m | 109,8  |  | Jakub Janda (S)            | 125,5 m | 114,9  |
| Johan Eriksson           | 114,5 m | 090,1  |  | Wolfgang Loitzl (S)        | 134,5 m | 135,6  |
| Andreas Arén             | 113,5 m | 087,8  |  | Harri Olli (S)             | 133,0 m | 130,9  |
| Simon Ammann (S)         | 140,0 m | 143,0  |  | Gregor Schlierenzauer (LL) | 134,0 m | 131,7  |

| Rang | Name                  | Weite   | Punkte |
| ---- | --------------------- | ------- | ------ |
| 01   | Simon Ammann          | 140,0 m | 143,0  |
| 02   | Wolfgang Loitzl       | 134,5 m | 135,6  |
| 03   | Martin Schmitt        | 135,0 m | 134,5  |
| 04   | Anders Jacobsen       | 134,0 m | 132,2  |
| 05   | Gregor Schlierenzauer | 134,0 m | 131,7  |
| 06   | Harri Olli            | 133,0 m | 130,9  |
| 07   | Martin Koch           | 134,5 m | 129,6  |
| 08   | Matti Hautamäki       | 130,5 m | 125,4  |
| 09   | Dmitri Wassiljew      | 131,0 m | 123,8  |
| 10   | Thomas Morgenstern    | 128,0 m | 120,4  |
| 11   | Emmanuel Chedal       | 128,5 m | 119,8  |
| 12   | Andreas Küttel        | 128,0 m | 119,4  |
| 13   | Michael Uhrmann       | 126,5 m | 116,7  |
| 14   | Michael Neumayer      | 127,5 m | 116,0  |
| 15   | Jernej Damjan         | 126,5 m | 115,7  |
|      | Kalle Keituri         | 126,5 m | 115,7  |
| 17   | Jakub Janda           | 125,5 m | 114,9  |
| 18   | Anders Bardal         | 126,0 m | 114,8  |
| 19   | Stephan Hocke         | 125,5 m | 113,9  |
| 20   | Ville Larinto         | 125,0 m | 113,5  |
| 21   | Noriaki Kasai         | 125,0 m | 112,5  |
| 22   | Shōhei Tochimoto      | 124,0 m | 110,7  |
|      | Denis Kornilow        | 124,0 m | 110,7  |
|      | Roman Koudelka        | 124,0 m | 110,7  |
| 25   | Andreas Kofler        | 120,5 m | 104,9  |
| 26   | Yūta Watase           | 119,5 m | 102,6  |

| Rang                                          | Name                     | Weite   | Punkte |
| --------------------------------------------- | ------------------------ | ------- | ------ |
| 27                                            | Robert Kranjec           | 119,0 m | 100,7  |
| 28                                            | Daiki Itō                | 118,5 m | 099,3  |
| 29                                            | Ilja Rosljakow           | 118,0 m | 098,9  |
| 30                                            | Andreas Wank             | 118,0 m | 096,9  |
| 31                                            | Fumihisa Yumoto          | 116,0 m | 093,3  |
| Nicht für den zweiten Durchgang qualifiziert: |                          |         |        |
| 32                                            | Felix Schoft             | 123,5 m | 109,8  |
| 33                                            | Primož Peterka           | 118,0 m | 099,4  |
| 34                                            | Vincent Descombes Sevoie | 117,5 m | 097,5  |
| 35                                            | Daniel Lackner           | 117,0 m | 096,6  |
| 36                                            | Primož Pikl              | 117,0 m | 095,6  |
| 37                                            | Adam Małysz              | 116,0 m | 095,3  |
| 38                                            | Tobias Bogner            | 116,0 m | 094,8  |
| 39                                            | Sebastian Colloredo      | 115,5 m | 093,4  |
| 40                                            | Nikolai Karpenko         | 114,5 m | 092,1  |
| 41                                            | Piotr Żyła               | 114,5 m | 090,6  |
| 42                                            | Ondřej Vaculík           | 114,0 m | 090,2  |
| 43                                            | Johan Eriksson           | 114,5 m | 090,1  |
| 44                                            | Andreas Arén             | 113,5 m | 087,8  |
| 45                                            | Pascal Bodmer            | 113,5 m | 085,8  |
| 46                                            | Nicholas Fairall         | 111,5 m | 083,7  |
| 47                                            | Kamil Stoch              | 110,5 m | 083,4  |
| 48                                            | Taku Takeuchi            | 112,5 m | 081,5  |
| 49                                            | Andrea Morassi           | 109,5 m | 081,1  |
| 50                                            | Bjørn Einar Romøren      | 110,5 m | 078,4  |

### Zweiter Durchgang und Endergebnis
Der zweite Durchgang fand am 1. Januar 2009 zwischen 15:04 und 15:41 Uhr statt. Zu ihm traten mit den 25 Siegern der K.-o.-Duelle sowie den sechs Lucky Losern 31 Springer aus zehn Nationen an. Wie bereits im ersten Durchgang wurde aus Luke 20 gestartet.
Den Tagessieg sicherte sich der Österreicher Wolfgang Loitzl, der damit das erste Weltcupspringen seiner Karriere gewinnen konnte. Die Tageshöchstweite von 140,0 Metern erzielte der Schweizer Simon Ammann im ersten Durchgang. Im zweiten Durchgang gelang Wolfgang Loitzl mit 136,5 Metern der weiteste Sprung. Den Titel des „Man of the day“ sicherte sich Norweger Anders Jacobsen.
| Rang | Name                  | Punkte | Weite 1 | Weite 2 |
| ---- | --------------------- | ------ | ------- | ------- |
| 01   | Wolfgang Loitzl       | 276,3  | 134,5 m | 136,5 m |
| 02   | Simon Ammann          | 274,6  | 140,0 m | 134,5 m |
| 03   | Harri Olli            | 258,6  | 133,0 m | 131,5 m |
| 04   | Gregor Schlierenzauer | 257,6  | 134,0 m | 130,5 m |
| 05   | Martin Koch           | 249,0  | 134,5 m | 128,0 m |
| 06   | Thomas Morgenstern    | 248,5  | 128,0 m | 132,0 m |
| 07   | Anders Jacobsen       | 247,0  | 134,0 m | 126,0 m |
| 08   | Martin Schmitt        | 245,2  | 135,0 m | 124,0 m |
| 09   | Dmitri Wassiljew      | 239,6  | 131,0 m | 126,0 m |
| 10   | Matti Hautamäki       | 237,1  | 130,5 m | 124,0 m |
| 11   | Emmanuel Chedal       | 233,8  | 128,5 m | 125,0 m |
| 12   | Andreas Küttel        | 225,6  | 128,0 m | 121,5 m |
| 13   | Roman Koudelka        | 223,8  | 124,0 m | 124,5 m |
| 14   | Michael Uhrmann       | 222,9  | 126,5 m | 121,5 m |
| 15   | Ville Larinto         | 221,9  | 125,0 m | 123,0 m |

| Rang | Name             | Punkte | Weite 1 | Weite 2 |
| ---- | ---------------- | ------ | ------- | ------- |
| 16   | Noriaki Kasai    | 220,5  | 125,0 m | 122,5 m |
| 17   | Jakub Janda      | 220,2  | 125,5 m | 121,0 m |
| 18   | Shōhei Tochimoto | 215,5  | 124,0 m | 121,0 m |
| 19   | Anders Bardal    | 215,1  | 126,0 m | 118,5 m |
| 20   | Stephan Hocke    | 214,6  | 125,5 m | 119,0 m |
| 21   | Ilja Rosljakow   | 214,1  | 118,0 m | 126,5 m |
| 22   | Andreas Kofler   | 212,5  | 120,5 m | 122,0 m |
| 23   | Yūta Watase      | 212,0  | 119,5 m | 123,0 m |
| 24   | Michael Neumayer | 211,2  | 127,5 m | 116,5 m |
| 25   | Jernej Damjan    | 209,5  | 126,5 m | 116,0 m |
| 26   | Daiki Itō        | 207,3  | 118,5 m | 122,5 m |
| 27   | Fumihisa Yumoto  | 207,2  | 116,0 m | 125,5 m |
| 28   | Denis Kornilow   | 205,0  | 124,0 m | 116,0 m |
| 29   | Kalle Keituri    | 203,7  | 126,5 m | 112,5 m |
| 30   | Andreas Wank     | 200,2  | 118,0 m | 121,0 m |
| 31   | Robert Kranjec   | 185,6  | 119,0 m | 113,0 m |

### Tournee-Zwischenstand
Unter Berücksichtigung der Ergebnisse von Oberstdorf und Garmisch-Partenkirchen ergab sich folgender Zwischenstand in der Tournee-Gesamtwertung (angeführt sind die zwanzig besten Starter):
| Rang | Name                  | Punkte | Diff. |
| ---- | --------------------- | ------ | ----- |
| 01   | Wolfgang Loitzl       | 561,5  | –     |
| 02   | Simon Ammann          | 561,0  | 00,5  |
| 03   | Gregor Schlierenzauer | 537,7  | 023,8 |
| 04   | Harri Olli            | 527,1  | 034,4 |
| 05   | Dmitri Wassiljew      | 524,0  | 037,5 |
| 06   | Martin Schmitt        | 519,0  | 042,5 |
| 07   | Anders Jacobsen       | 516,0  | 045,5 |
| 08   | Thomas Morgenstern    | 503,2  | 058,3 |
| 09   | Matti Hautamäki       | 487,6  | 073,9 |
| 10   | Emmanuel Chedal       | 485,5  | 076,0 |

| Rang | Name             | Punkte | Diff. |
| ---- | ---------------- | ------ | ----- |
| 11   | Martin Koch      | 482,5  | 079,0 |
| 12   | Michael Uhrmann  | 479,8  | 081,7 |
| 13   | Ville Larinto    | 471,8  | 089,7 |
| 14   | Kalle Keituri    | 471,5  | 090,0 |
| 15   | Michael Neumayer | 471,0  | 090,5 |
| 16   | Noriaki Kasai    | 464,4  | 097,1 |
| 17   | Stephan Hocke    | 461,9  | 099,6 |
| 18   | Andreas Küttel   | 461,8  | 099,7 |
| 19   | Roman Koudelka   | 456,0  | 105,5 |
| 20   | Jakub Janda      | 452,5  | 109,0 |

## Innsbruck

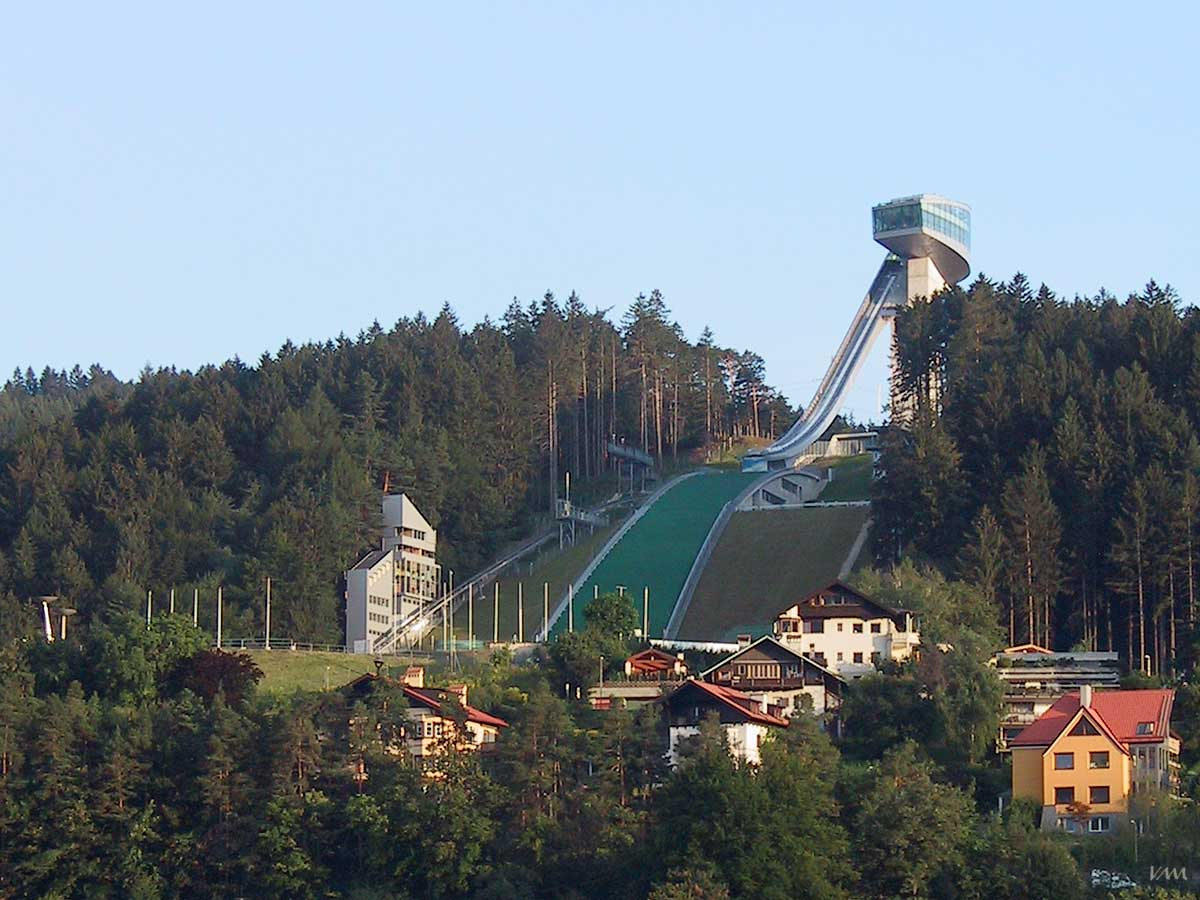
Die Bergisel-Schanze in Innsbruck

Das Springen in Innsbruck fand auf der Bergiselschanze statt, die eine Hillsize von 130 Metern, einen Kalkulationspunkt von 120 Metern und eine Aufsprungneigung am K-Punkt von 34,34°, eine Turmhöhe von 50,0 Metern, eine Anlauflänge von 91,3 Metern und eine Gesamtlänge bis zum Beginn des Auslaufs von 316 Metern aufweist. Aktueller Schanzenrekordhalter war der Deutsche Sven Hannawald, der am 4. Januar 2004 eine Weite von 134,5 Metern erreichte; den bestehenden Mattenrekord hielt der Pole Adam Małysz mit 136,0 Metern (aufgestellt am 11. September 2004).
Renndirektor war der FIS-Delegierte Walter Hofer. Technischer Delegierter war der Japaner Manabu Ono und Schanzenchef der Österreicher Paul Ganzenhuber. Als Punkterichter fungierten Vladimir Bras (Slowenien), Fritz Pollhammer (Österreich) Václav Kraml (Tschechien), Marek Tucznio (Polen) und Peter Schlank (Slowakei).

### Qualifikation
Die Qualifikation fand am 3. Januar 2009 zwischen 13:48 und 14:53 Uhr statt. Zu ihr traten 65 Starter aus 15 Nationen an. Der Österreicher Gregor Schlierenzauer ließ den Qualifikationsdurchgang aus. Gestartet wurde aus Luke 13. Die zehn Führenden des Gesamtweltcups, die für das Springen bereits vorqualifiziert waren, sind in der Liste durch einen Stern * gekennzeichnet.
| Rang | Name                     | Weite   | Punkte |
| ---- | ------------------------ | ------- | ------ |
| 01 * | Wolfgang Loitzl          | 131,0 m | 137,8  |
| 020  | Anders Jacobsen          | 128,5 m | 132,3  |
| 03 * | Simon Ammann             | 128,0 m | 131,4  |
| 04 * | Thomas Morgenstern       | 127,5 m | 130,5  |
| 050  | Matti Hautamäki          | 126,5 m | 127,2  |
| 06 * | Dmitri Wassiljew         | 125,0 m | 124,0  |
| 060  | Michael Uhrmann          | 125,0 m | 124,0  |
| 08 * | Harri Olli               | 124,0 m | 121,2  |
| 09 * | Ville Larinto            | 123,0 m | 120,9  |
| 10 * | Martin Schmitt           | 123,5 m | 120,3  |
| 110  | Vincent Descombes Sevoie | 123,5 m | 119,8  |
| 120  | Michael Neumayer         | 123,5 m | 118,3  |
| 130  | Daiki Itō                | 121,5 m | 116,7  |
| 140  | Ilja Rosljakow           | 121,0 m | 115,8  |
| 150  | Noriaki Kasai            | 120,5 m | 113,9  |
| 150  | Stephan Hocke            | 120,5 m | 113,9  |
| 170  | Jakub Janda              | 119,5 m | 113,1  |
| 180  | Roman Koudelka           | 119,5 m | 111,6  |
| 190  | Andreas Kofler           | 118,5 m | 110,8  |
| 200  | Markus Eggenhofer        | 119,0 m | 110,7  |
| 200  | Adam Małysz              | 119,0 m | 110,7  |
| 220  | Denis Kornilow           | 119,5 m | 110,6  |
| 230  | Kalle Keituri            | 119,5 m | 110,1  |
| 240  | Andreas Küttel           | 118,5 m | 109,8  |
| 240  | Emmanuel Chedal          | 118,5 m | 109,8  |
| 240  | Felix Schoft             | 118,5 m | 109,8  |
| 27 * | Martin Koch              | 118,0 m | 108,9  |
| 280  | Daniel Lackner           | 118,0 m | 107,9  |
| 290  | Fumihisa Yumoto          | 117,0 m | 107,1  |
| 290  | Sami Niemi               | 117,0 m | 107,1  |
| 310  | Kamil Stoch              | 117,5 m | 107,0  |
| 320  | Robert Kranjec           | 117,0 m | 106,6  |
| 320  | Ondřej Vaculík           | 117,0 m | 106,6  |

| Rang                                         | Name                  | Weite   | Punkte |
| -------------------------------------------- | --------------------- | ------- | ------ |
| 340                                          | Tom Hilde             | 117,5 m | 106,5  |
| 350                                          | Piotr Żyła            | 116,0 m | 104,8  |
| 350                                          | Tobias Bogner         | 116,0 m | 104,8  |
| 370                                          | Yūta Watase           | 115,5 m | 104,4  |
| 380                                          | Manuel Fettner        | 115,5 m | 103,9  |
| 390                                          | Johan Remen Evensen   | 115,0 m | 103,5  |
| 400                                          | Shōhei Tochimoto      | 115,0 m | 102,0  |
| 400                                          | Jernej Damjan         | 115,0 m | 102,0  |
| 420                                          | Sebastian Colloredo   | 114,5 m | 101,6  |
| 43 *                                         | Anders Bardal         | 114,0 m | 100,7  |
| 440                                          | Andreas Arén          | 114,0 m | 100,2  |
| 450                                          | Taku Takeuchi         | 113,5 m | 099,8  |
| 460                                          | Pascal Bodmer         | 113,0 m | 097,9  |
| 470                                          | Primož Peterka        | 112,5 m | 097,5  |
| 480                                          | Primož Pikl           | 112,0 m | 096,6  |
| 490                                          | Mitja Mežnar          | 112,5 m | 096,0  |
| DNS *                                        | Gregor Schlierenzauer | –       | –      |
| Nicht für den ersten Durchgang qualifiziert: |                       |         |        |
| 490                                          | Alexei Koroljow       | 112,5 m | 096,0  |
| 510                                          | Borek Sedlák          | 111,5 m | 095,7  |
| 520                                          | Nicolas Fettner       | 111,5 m | 095,7  |
| 530                                          | Balthasar Schneider   | 111,0 m | 094,3  |
| 540                                          | Johan Eriksson        | 111,0 m | 092,3  |
| 550                                          | Stefan Thurnbichler   | 109,0 m | 091,7  |
| 560                                          | Roland Müller         | 109,0 m | 090,7  |
| 570                                          | Marcin Bachleda       | 109,0 m | 090,2  |
| 580                                          | Anders Johnson        | 109,0 m | 089,7  |
| 590                                          | Nikolai Karpenko      | 109,0 m | 088,7  |
| 600                                          | Nicholas Fairall      | 107,0 m | 085,1  |
| 610                                          | Andrea Morassi        | 107,5 m | 084,0  |
| 620                                          | Florian Schabereiter  | 105,0 m | 082,0  |
| 630                                          | Dmitri Ipatow         | 105,0 m | 081,5  |
| 640                                          | Iwan Karaulow         | 098,5 m | 069,3  |

### Erster Durchgang
Der erste Wertungsdurchgang fand am 4. Januar 2009 zwischen 13:49 und 14:43 Uhr statt. Zu diesem traten 50 Springer aus 13 Nationen an. Gestartet wurde aus Luke 12.
Aus dem Ergebnis der Qualifikation ergaben sich für das in diesem Durchgang angewendete K.-o.-System die folgenden Duelle. Die direkten Sieger der K.-o.-Duelle sind mit dem Zusatz „(S)“ gekennzeichnet. Die über die Lucky-Loser-Regelung im zweiten Durchgang startberechtigten Springer sind mit dem Zusatz „(LL)“ gekennzeichnet.
| Springer 1                 | Weite   | Punkte |  | Springer 2               | Weite   | Punkte |
| -------------------------- | ------- | ------ |  | ------------------------ | ------- | ------ |
| Felix Schoft (S)           | 116,5 m | 106,2  |  | Emmanuel Chedal          | 115,0 m | 103,0  |
| Martin Koch (S)            | 122,0 m | 117,6  |  | Andreas Küttel (LL)      | 119,5 m | 111,6  |
| Daniel Lackner (S)         | 115,5 m | 104,0  |  | Kalle Keituri            | 114,0 m | 100,7  |
| Fumihisa Yumoto (S)        | 115,0 m | 103,0  |  | Denis Kornilow           | 110,5 m | 093,9  |
| Sami Niemi                 | 111,0 m | 093,8  |  | Adam Małysz (S)          | 120,5 m | 114,9  |
| Kamil Stoch (LL)           | 116,0 m | 105,3  |  | Markus Eggenhofer (S)    | 117,5 m | 107,5  |
| Robert Kranjec             | 114,0 m | 100,2  |  | Andreas Kofler (S)       | 114,5 m | 102,6  |
| Ondřej Vaculík             | 107,5 m | 086,5  |  | Roman Koudelka (S)       | 115,5 m | 104,4  |
| Tom Hilde (S)              | 116,5 m | 106,2  |  | Jakub Janda              | 114,0 m | 101,7  |
| Piotr Żyła                 | 109,5 m | 089,1  |  | Stephan Hocke (S)        | 115,5 m | 103,9  |
| Tobias Bogner              | 114,5 m | 101,6  |  | Noriaki Kasai (S)        | 124,0 m | 122,2  |
| Yūta Watase (LL)           | 118,0 m | 108,9  |  | Ilja Rosljakow (S)       | 123,5 m | 121,8  |
| Manuel Fettner             | 110,0 m | 091,5  |  | Daiki Itō (S)            | 116,5 m | 106,7  |
| Johan Remen Evensen (LL)   | 119,0 m | 112,2  |  | Michael Neumayer (S)     | 124,0 m | 121,2  |
| Shōhei Tochimoto (S)       | 112,5 m | 096,5  |  | Vincent Descombes Sevoie | 112,0 m | 096,1  |
| Jernej Damjan              | 108,0 m | 087,4  |  | Martin Schmitt (S)       | 128,5 m | 132,3  |
| Sebastian Colloredo        | 110,0 m | 092,0  |  | Ville Larinto (S)        | 117,0 m | 107,1  |
| Anders Bardal              | 115,0 m | 103,0  |  | Harri Olli (S)           | 122,0 m | 116,6  |
| Andreas Arén               | 106,5 m | 084,2  |  | Michael Uhrmann (S)      | 116,5 m | 106,2  |
| Taku Takeuchi              | 111,0 m | 094,8  |  | Dmitri Wassiljew (S)     | 121,5 m | 112,2  |
| Pascal Bodmer              | 110,5 m | 092,9  |  | Matti Hautamäki (S)      | 123,5 m | 121,8  |
| Primož Peterka             | 110,5 m | 089,9  |  | Thomas Morgenstern (S)   | 124,5 m | 124,6  |
| Primož Pikl                | 104,5 m | 079,1  |  | Simon Ammann (S)         | 125,5 m | 125,4  |
| Mitja Mežnar               | 110,5 m | 089,4  |  | Anders Jacobsen (S)      | 121,5 m | 116,7  |
| Gregor Schlierenzauer (LL) | 126,0 m | 128,3  |  | Wolfgang Loitzl (S)      | 126,5 m | 128,7  |

| Rang | Name                  | Weite   | Punkte |
| ---- | --------------------- | ------- | ------ |
| 01   | Martin Schmitt        | 128,5 m | 132,3  |
| 02   | Wolfgang Loitzl       | 126,5 m | 128,7  |
| 03   | Gregor Schlierenzauer | 126,0 m | 128,3  |
| 04   | Simon Ammann          | 125,5 m | 125,4  |
| 05   | Thomas Morgenstern    | 124,5 m | 124,6  |
| 06   | Noriaki Kasai         | 124,0 m | 122,2  |
| 07   | Matti Hautamäki       | 123,5 m | 121,8  |
|      | Ilja Rosljakow        | 123,5 m | 121,8  |
| 09   | Michael Neumayer      | 124,0 m | 121,2  |
| 10   | Martin Koch           | 122,0 m | 117,6  |
| 11   | Anders Jacobsen       | 121,5 m | 116,7  |
| 12   | Harri Olli            | 122,0 m | 116,6  |
| 13   | Adam Małysz           | 120,5 m | 114,9  |
| 14   | Dmitri Wassiljew      | 121,5 m | 112,2  |
|      | Johan Remen Evensen   | 119,0 m | 112,2  |
| 16   | Andreas Küttel        | 119,5 m | 111,6  |
| 17   | Yūta Watase           | 118,0 m | 108,9  |
| 18   | Markus Eggenhofer     | 117,5 m | 107,5  |
| 19   | Ville Larinto         | 117,0 m | 107,1  |
| 20   | Daiki Itō             | 116,5 m | 106,7  |
| 21   | Michael Uhrmann       | 116,5 m | 106,2  |
|      | Felix Schoft          | 116,5 m | 106,2  |
|      | Tom Hilde             | 116,5 m | 106,2  |
| 24   | Kamil Stoch           | 116,0 m | 105,3  |
| 25   | Roman Koudelka        | 115,5 m | 104,4  |
|      | Daniel Lackner        | 115,5 m | 104,4  |

| Rang                                          | Name                     | Weite   | Punkte |
| --------------------------------------------- | ------------------------ | ------- | ------ |
| 27                                            | Stephan Hocke            | 115,5 m | 103,9  |
| 28                                            | Fumihisa Yumoto          | 115,0 m | 103,0  |
| 29                                            | Andreas Kofler           | 114,5 m | 102,6  |
| 30                                            | Shōhei Tochimoto         | 112,5 m | 96,5   |
| Für den zweiten Durchgang nicht qualifiziert: |                          |         |        |
| 31                                            | Anders Bardal            | 115,0 m | 103,0  |
|                                               | Emmanuel Chedal          | 115,0 m | 103,0  |
| 33                                            | Jakub Janda              | 114,0 m | 101,7  |
| 34                                            | Tobias Bogner            | 114,5 m | 101,6  |
| 35                                            | Kalle Keituri            | 114,0 m | 100,7  |
| 36                                            | Robert Kranjec           | 114,0 m | 100,2  |
| 37                                            | Vincent Descombes Sevoie | 112,0 m | 096,1  |
| 38                                            | Taku Takeuchi            | 111,0 m | 094,8  |
| 39                                            | Denis Kornilow           | 110,5 m | 093,9  |
| 40                                            | Sami Niemi               | 111,0 m | 093,8  |
| 41                                            | Pascal Bodmer            | 110,5 m | 092,9  |
| 42                                            | Sebastian Colloredo      | 110,0 m | 092,0  |
| 43                                            | Manuel Fettner           | 110,0 m | 091,5  |
| 44                                            | Primož Peterka           | 110,5 m | 089,9  |
| 45                                            | Mitja Mežnar             | 110,5 m | 089,4  |
| 46                                            | Piotr Żyła               | 109,5 m | 089,1  |
| 47                                            | Jernej Damjan            | 108,0 m | 087,4  |
| 48                                            | Ondřej Vaculík           | 107,5 m | 086,5  |
| 49                                            | Andreas Arén             | 106,5 m | 084,2  |
| 50                                            | Primož Pikl              | 104,5 m | 079,1  |

### Zweiter Durchgang und Endergebnis
Der zweite Durchgang fand am 4. Januar 2009 zwischen 15:03 und 15:39 Uhr statt. Zu ihm traten mit den 25 Siegern der K.-o.-Duelle sowie den fünf Lucky Losern 30 Springer aus neun Nationen an. Gestartet wurde aus Luke 14. Das Endergebnis errechnet sich aus der Addition der Punkte des ersten und zweiten Wertungsdurchganges.
Den Tagessieg sicherte sich der Österreicher Wolfgang Loitzl. Die Tageshöchstweite von 128,5 Metern erzielten zwei Springer, der Deutsche Martin Schmitt im ersten Durchgang und Wolfgang Loitzl im zweiten Durchgang. Den Titel des „Man of the day“ sicherte sich der Finne Matti Hautamäki.
| Rang | Name                  | Punkte | Weite 1 | Weite 2 |
| ---- | --------------------- | ------ | ------- | ------- |
| 01   | Wolfgang Loitzl       | 261,0  | 126,5 m | 128,5 m |
| 02   | Gregor Schlierenzauer | 260,3  | 126,0 m | 127,5 m |
| 03   | Martin Schmitt        | 257,7  | 128,5 m | 125,5 m |
| 04   | Matti Hautamäki       | 253,2  | 123,5 m | 128,0 m |
| 05   | Thomas Morgenstern    | 250,6  | 124,5 m | 125,0 m |
| 06   | Noriaki Kasai         | 249,0  | 124,0 m | 126,0 m |
| 07   | Michael Neumayer      | 246,5  | 124,0 m | 126,0 m |
| 08   | Simon Ammann          | 245,7  | 125,5 m | 123,5 m |
| 09   | Dmitri Wassiljew      | 244,9  | 121,5 m | 129,0 m |
| 10   | Anders Jacobsen       | 244,4  | 121,5 m | 126,5 m |
| 11   | Harri Olli            | 239,6  | 122,0 m | 125,0 m |
| 12   | Ilja Rosljakow        | 237,0  | 123,5 m | 121,5 m |
| 13   | Andreas Küttel        | 235,2  | 119,5 m | 124,5 m |
| 14   | Martin Koch           | 234,6  | 122,0 m | 122,5 m |
| 15   | Adam Małysz           | 232,1  | 120,5 m | 121,5 m |

| Rang | Name                | Punkte | Weite 1 | Weite 2 |
| ---- | ------------------- | ------ | ------- | ------- |
| 16   | Michael Uhrmann     | 230,1  | 116,5 m | 125,5 m |
| 17   | Stephan Hocke       | 226,1  | 115,5 m | 124,0 m |
| 18   | Yūta Watase         | 225,5  | 118,0 m | 122,0 m |
| 19   | Tom Hilde           | 224,7  | 116,5 m | 122,5 m |
| 19   | Roman Koudelka      | 224,7  | 115,5 m | 123,5 m |
| 21   | Johan Remen Evensen | 224,4  | 119,0 m | 119,0 m |
| 22   | Daiki Itō           | 223,4  | 116,5 m | 121,5 m |
| 23   | Felix Schoft        | 222,3  | 116,5 m | 122,0 m |
| 24   | Ville Larinto       | 221,5  | 117,0 m | 120,5 m |
| 25   | Fumihisa Yumoto     | 220,9  | 115,0 m | 123,0 m |
| 26   | Daniel Lackner      | 220,1  | 115,5 m | 121,5 m |
| 27   | Kamil Stoch         | 217,4  | 116,0 m | 119,5 m |
| 28   | Markus Eggenhofer   | 216,4  | 117,5 m | 118,0 m |
| 29   | Andreas Kofler      | 214,7  | 114,5 m | 119,5 m |
| 30   | Shōhei Tochimoto    | 213,6  | 112,5 m | 122,0 m |

### Tournee-Zwischenstand
Unter Berücksichtigung der Ergebnisse von Oberstdorf, Garmisch-Partenkirchen und Innsbruck ergibt sich folgender Zwischenstand in der Tournee-Gesamtwertung (angeführt sind die 20 besten Springer):
| Rang | Name                  | Punkte | Diff. |
| ---- | --------------------- | ------ | ----- |
| 01   | Wolfgang Loitzl       | 822,5  | –     |
| 02   | Simon Ammann          | 806,7  | 015,8 |
| 03   | Gregor Schlierenzauer | 798,0  | 024,5 |
| 04   | Martin Schmitt        | 776,7  | 045,8 |
| 05   | Dmitri Wassiljew      | 768,9  | 053,6 |
| 06   | Harri Olli            | 766,7  | 055,8 |
| 07   | Anders Jacobsen       | 760,4  | 062,1 |
| 08   | Thomas Morgenstern    | 753,8  | 068,7 |
| 09   | Matti Hautamäki       | 740,8  | 081,7 |
| 10   | Michael Neumayer      | 717,5  | 105,0 |

| Rang | Name            | Punkte | Diff. |
| ---- | --------------- | ------ | ----- |
| 11   | Martin Koch     | 717,1  | 105,4 |
| 12   | Noriaki Kasai   | 713,4  | 109,1 |
| 13   | Michael Uhrmann | 709,9  | 112,6 |
| 14   | Andreas Küttel  | 697,0  | 125,5 |
| 15   | Ville Larinto   | 693,3  | 129,2 |
| 16   | Stephan Hocke   | 688,0  | 134,5 |
| 17   | Roman Koudelka  | 680,7  | 141,8 |
| 18   | Fumihisa Yumoto | 673,0  | 149,5 |
| 19   | Ilja Rosljakow  | 672,4  | 150,1 |
| 20   | Daiki Itō       | 671,6  | 150,9 |

## Bischofshofen

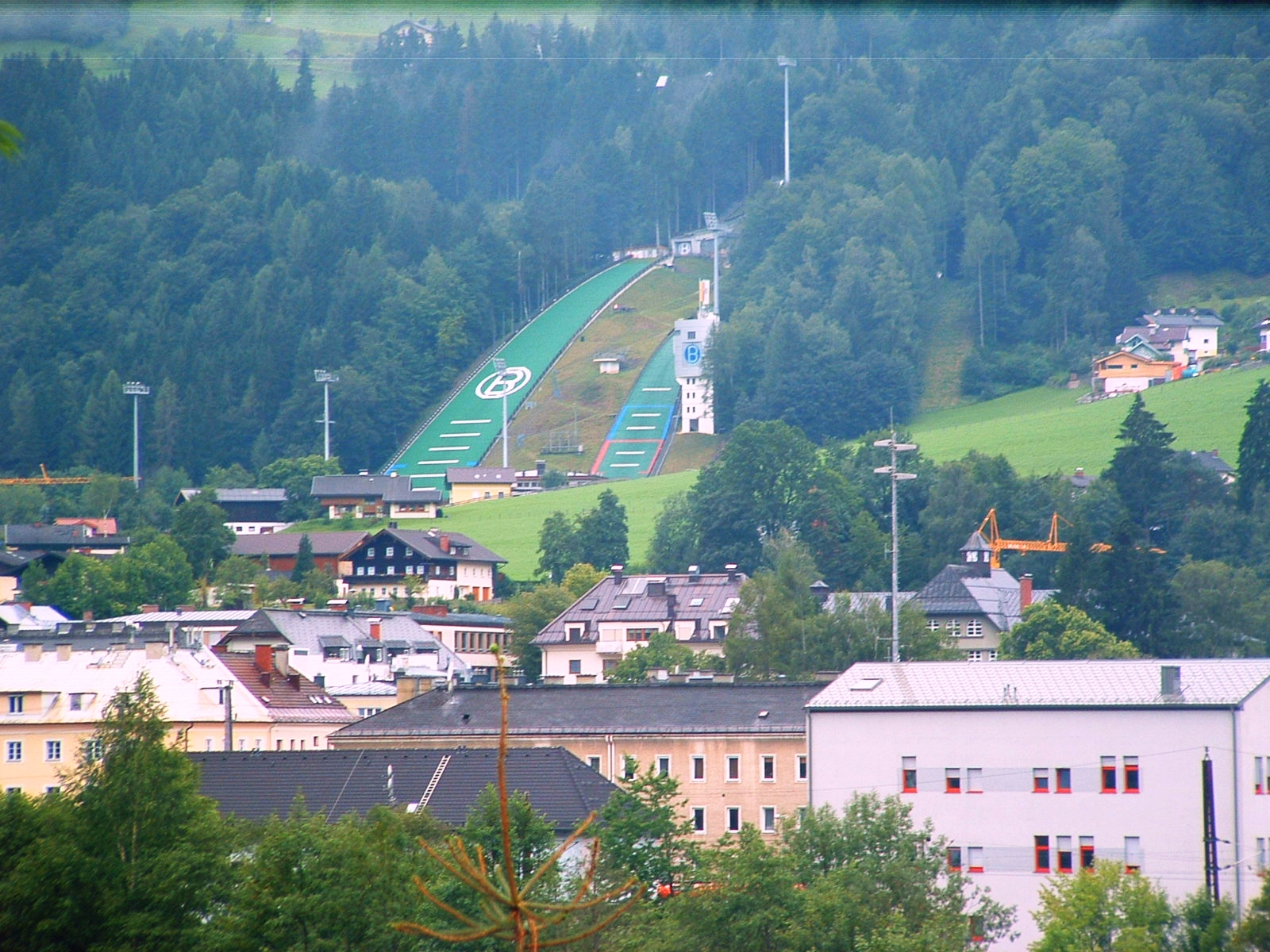
Die Paul Außerleitner-Schanze in Bischofshofen

Das Springen in Bischofshofen fand auf der Paul-Außerleitner-Schanze statt, die eine Hillsize von 140 Metern, einen Kalkulationspunkt von 125 Metern, eine Aufsprungneigung am K-Punkt von 35,0°, eine Turmhöhe von 52,0 Metern, eine Anlauflänge von 118,5 Metern und eine Gesamtlänge bis zum Beginn des Auslaufs von 362 Metern, aufweist. Offizieller Schanzenrekordhalter war der Japaner Daiki Itō, der am 6. Januar 2005 eine Weite von 143,0 Metern erreichte; den inoffiziellen Rekord hielt der Österreicher Gregor Schlierenzauer mit 145,0 Metern (aufgestellt in der Qualifikation am 5. Januar 2005).
Renndirektor war der FIS-Delegierte Walter Hofer, dem der Technische Delegierte Manabu Ono (Japan) und der Schanzenchef Gerhard Krab zur Seite standen. Als Punkterichter fungierten Marek Tucznio (Polen), Václav Kraml (Tschechien), Christian Kathol (Österreich), Vladimir Bras (Slowenien) und Peter Schlank (Slowakei).

### Qualifikation
Die Qualifikation fand am 5. Januar 2009 zwischen 16:31 und 17:37 Uhr statt. Zu ihr traten 65 Starter aus 15 Nationen an. Der Österreicher Gregor Schlierenzauer und der Schweizer Simon Ammann ließen die Qualifikation aus. Gestartet wurde aus Luke 25. Die zehn führenden des Gesamtweltcups, die für das Springen bereits vorqualifiziert waren, sind in der Liste durch einen Stern * gekennzeichnet.
| Rang | Name                     | Weite   | Punkte |
| ---- | ------------------------ | ------- | ------ |
| 01 * | Dmitri Wassiljew         | 137,0 m | 138,6  |
| 020  | Anders Jacobsen          | 137,5 m | 138,5  |
| 03 * | Martin Schmitt           | 135,5 m | 135,4  |
| 04 * | Wolfgang Loitzl          | 134,0 m | 134,7  |
| 050  | Andreas Küttel           | 134,0 m | 132,2  |
| 060  | Anders Bardal            | 132,5 m | 129,0  |
| 070  | Michael Neumayer         | 133,5 m | 128,8  |
| 08 * | Thomas Morgenstern       | 130,0 m | 125,5  |
| 090  | Stephan Hocke            | 129,5 m | 123,6  |
| 10 * | Ville Larinto            | 129,5 m | 122,1  |
| 110  | Jakub Janda              | 129,0 m | 121,7  |
| 12 * | Martin Koch              | 128,5 m | 119,8  |
| 130  | Yūta Watase              | 127,5 m | 119,5  |
| 14 * | Harri Olli               | 128,5 m | 119,3  |
| 150  | Daiki Itō                | 127,5 m | 118,5  |
| 160  | Michael Uhrmann          | 127,0 m | 117,6  |
| 170  | Noriaki Kasai            | 127,5 m | 117,5  |
| 180  | Johan Remen Evensen      | 126,5 m | 116,7  |
| 190  | Ilja Rosljakow           | 126,0 m | 115,8  |
| 200  | Roman Koudelka           | 126,0 m | 115,3  |
| 210  | Emmanuel Chedal          | 125,5 m | 114,4  |
| 22 * | Matti Hautamäki          | 127,5 m | 113,5  |
| 230  | Tom Hilde                | 125,5 m | 113,4  |
| 240  | Sigurd Pettersen         | 123,5 m | 111,3  |
| 250  | Markus Eggenhofer        | 124,5 m | 110,6  |
| 260  | Kalle Keituri            | 123,0 m | 108,9  |
| 270  | Fumihisa Yumoto          | 122,5 m | 108,0  |
| 280  | Pascal Bodmer            | 122,5 m | 106,5  |
| 280  | Balthasar Schneider      | 122,5 m | 106,5  |
| 300  | Robert Kranjec           | 121,5 m | 106,2  |
| 310  | Borek Sedlák             | 120,5 m | 103,9  |
| 320  | Denis Kornilow           | 120,0 m | 103,5  |
| 330  | Vincent Descombes Sevoie | 120,5 m | 103,4  |
| 330  | Piotr Żyła               | 120,5 m | 103,4  |

| Rang                                         | Name                  | Weite   | Punkte |
| -------------------------------------------- | --------------------- | ------- | ------ |
| 350                                          | Bastian Kaltenböck    | 120,5 m | 102,9  |
| 360                                          | Sebastian Colloredo   | 119,5 m | 101,6  |
| 370                                          | Kamil Stoch           | 119,0 m | 101,2  |
| 380                                          | Johan Eriksson        | 119,5 m | 101,1  |
| 390                                          | Taku Takeuchi         | 118,5 m | 100,3  |
| 390                                          | Pawel Karelin         | 118,5 m | 100,3  |
| 410                                          | Felix Schoft          | 117,5 m | 098,5  |
| 420                                          | Daniel Lackner        | 118,0 m | 098,4  |
| 420                                          | Maciej Kot            | 118,0 m | 098,4  |
| 440                                          | Anders Johnson        | 117,5 m | 097,5  |
| 440                                          | Nikolai Karpenko      | 117,5 m | 097,5  |
| 460                                          | Mitja Mežnar          | 117,0 m | 096,6  |
| 460                                          | Tobias Bogner         | 117,0 m | 096,6  |
| 480                                          | Jernej Damjan         | 116,5 m | 095,7  |
| DNS *                                        | Simon Ammann          | –       | –      |
| DNS *                                        | Gregor Schlierenzauer | –       | –      |
| Nicht für den ersten Durchgang qualifiziert: |                       |         |        |
| 490                                          | Sami Niemi            | 116,5 m | 095,2  |
| 490                                          | Rok Urbanc            | 116,5 m | 095,2  |
| 510                                          | Andreas Arén          | 116,0 m | 094,8  |
| 520                                          | Florian Schabereiter  | 116,5 m | 094,7  |
| 530                                          | Manuel Fettner        | 116,5 m | 094,2  |
| 540                                          | Shōhei Tochimoto      | 115,5 m | 093,9  |
| 550                                          | Andreas Kofler        | 116,0 m | 093,3  |
| 550                                          | Ondřej Vaculík        | 116,0 m | 093,3  |
| 570                                          | Andreas Strolz        | 115,0 m | 093,0  |
| 580                                          | Matic Kramaršič       | 115,5 m | 092,9  |
| 590                                          | Alexei Koroljow       | 115,0 m | 092,5  |
| 600                                          | Łukasz Rutkowski      | 115,5 m | 092,4  |
| 610                                          | Nicholas Fairall      | 115,0 m | 091,5  |
| 620                                          | Roland Müller         | 115,0 m | 091,0  |
| 630                                          | Alessio De Crignis    | 114,5 m | 089,6  |
| 640                                          | Kenneth Gangnes       | 113,0 m | 088,4  |
| 650                                          | Iwan Karaulow         | 104,0 m | 069,2  |

### Erster Durchgang
Der erste Wertungsdurchgang fand am 6. Januar 2009 zwischen 16:31 und 17:22 Uhr statt. Zu ihm traten 50 Springer aus 15 Nationen an. Gestartet wurde aus Luke 26. Der in der Tourneewertung führende Österreicher Wolfgang Loitzl bekam für seinen Sprung von 142,5 Metern von allen fünf Sprungrichtern die Höchstnote 20,0 Punkten, womit er der Erste war, der diese Höchstwertung bei der Vierschanzentournee erhielt.
Aus dem Ergebnis der Qualifikation ergaben sich für das in diesem Durchgang angewendete K.-o.-System die folgenden Duelle. Die direkten Sieger der K.-o.-Duelle sind mit dem Zusatz „(S)“ gekennzeichnet. Die über die Lucky-Loser-Regelung im zweiten Durchgang startberechtigten Springer sind mit dem Zusatz „(LL)“ gekennzeichnet.
| Springer 1                | Weite   | Punkte |  | Springer 2              | Weite   | Punkte |
| ------------------------- | ------- | ------ |  | ----------------------- | ------- | ------ |
| Kalle Keituri             | 121,5 m | 106,2  |  | Markus Eggenhofer (S)   | 127,0 m | 117,6  |
| Fumihisa Yumoto           | 117,5 m | 097,5  |  | Sigurd Pettersen (S)    | 122,5   | 108,0  |
| Pascal Bodmer             | 117,0 m | 095,1  |  | Tom Hilde (S)           | 129,0 m | 121,2  |
| Balthasar Schneider       | 121,5 m | 104,7  |  | Matti Hautamäki (S)     | 132,5 m | 129,0  |
| Robert Kranjec (LL)       | 126,0 m | 114,3  |  | Emmanuel Chedal (S)     | 131,5 m | 126,2  |
| Borek Sedlák              | 118,5 m | 100,3  |  | Roman Koudelka (S)      | 126,5 m | 116,7  |
| Denis Kornilow            | 123,5 m | 109,8  |  | Ilja Rosljakow (S)      | 132,0 m | 128,1  |
| Vincent Descombes Sevoie  | 117,0 m | 091,6  |  | Johan Remen Evensen (S) | 128,0 m | 119,4  |
| Piotr Żyła                | 122,0 m | 106,6  |  | Noriaki Kasai (S)       | 129,5 m | 122,6  |
| Bastian Kaltenböck        | 121,5 m | 105,7  |  | Michael Uhrmann (S)     | 133,5 m | 132,3  |
| Sebastian Colloredo       | 119,5 m | 101,1  |  | Daiki Itō (S)           | 130,5 m | 124,4  |
| Kamil Stoch (LL)          | 126,0 m | 115,8  |  | Harri Olli (S)          | 134,5 m | 133,1  |
| Johan Eriksson            | 118,5 m | 099,3  |  | Yūta Watase (S)         | 125,5 m | 114,9  |
| Taku Takeuchi             | 122,0 m | 106,1  |  | Martin Koch (S)         | 130,5 m | 124,4  |
| Pawel Karelin             | 125,5 m | 113,4  |  | Jakub Janda (S)         | 127,5 m | 118,5  |
| Felix Schoft (LL)         | 128,5 m | 120,3  |  | Ville Larinto (S)       | 133,0 m | 129,9  |
| Daniel Lackner            | 121,0 m | 105,3  |  | Stephan Hocke (S)       | 132,0 m | 126,1  |
| Maciej Kot                | 123,0 m | 108,4  |  | Thomas Morgenstern (S)  | 130,0 m | 125,0  |
| Anders Johnson            | 113,5 m | 088,8  |  | Michael Neumayer (S)    | 136,0 m | 135,3  |
| Nikolai Karpenko          | 121,0 m | 105,3  |  | Anders Bardal (S)       | 129,5 m | 121,6  |
| Mitja Mežnar              | 125,5 m | 112,9  |  | Andreas Küttel (S)      | 126,5 m | 115,2  |
| Tobias Bogner             | 119,5 m | 101,1  |  | Wolfgang Loitzl (S)     | 142,5 m | 151,5  |
| Jernej Damjan             | 123,5 m | 109,8  |  | Martin Schmitt (S)      | 138,5 m | 141,3  |
| Simon Ammann (S)          | 137,5 m | 139,5  |  | Anders Jacobsen (LL)    | 132,5 m | 129,0  |
| Gregor Schlierenzauer (S) | 138,5 m | 141,8  |  | Dmitri Wassiljew (LL)   | 138,0 m | 138,9  |

| Rang | Name                  | Weite   | Punkte |
| ---- | --------------------- | ------- | ------ |
| 01   | Wolfgang Loitzl       | 142,5 m | 151,5  |
| 02   | Gregor Schlierenzauer | 138,5 m | 141,8  |
| 03   | Martin Schmitt        | 138,5 m | 141,3  |
| 04   | Simon Ammann          | 137,5 m | 139,5  |
| 05   | Dmitri Wassiljew      | 138,0 m | 138,9  |
| 06   | Michael Neumayer      | 136,0 m | 135,3  |
| 07   | Harri Olli            | 134,5 m | 133,1  |
| 08   | Michael Uhrmann       | 133,5 m | 132,3  |
| 09   | Ville Larinto         | 133,0 m | 129,9  |
| 10   | Anders Jacobsen       | 132,5 m | 129,0  |
|      | Matti Hautamäki       | 132,5 m | 129,0  |
| 12   | Ilja Rosljakow        | 132,0 m | 128,1  |
| 13   | Emmanuel Chedal       | 131,5 m | 126,2  |
| 14   | Stephan Hocke         | 132,0 m | 126,1  |
| 15   | Thomas Morgenstern    | 130,0 m | 125,0  |
| 16   | Martin Koch           | 130,5 m | 124,4  |
|      | Daiki Itō             | 130,5 m | 124,4  |
| 18   | Noriaki Kasai         | 129,5 m | 122,6  |
| 19   | Anders Bardal         | 129,5 m | 121,6  |
| 20   | Tom Hilde             | 129,0 m | 121,2  |
| 21   | Felix Schoft          | 128,5 m | 120,3  |
| 22   | Johan Remen Evensen   | 128,0 m | 119,4  |
| 23   | Jakub Janda           | 127,5 m | 118,5  |
| 24   | Markus Eggenhofer     | 127,0 m | 117,6  |
| 25   | Roman Koudelka        | 126,5 m | 116,7  |
| 26   | Kamil Stoch           | 126,0 m | 115,8  |

| Rang                                          | Name                     | Weite   | Punkte |
| --------------------------------------------- | ------------------------ | ------- | ------ |
| 27                                            | Andreas Küttel           | 126,5 m | 115,2  |
| 28                                            | Yūta Watase              | 125,5 m | 114,9  |
| 29                                            | Robert Kranjec           | 126,0 m | 114,3  |
| 30                                            | Sigurd Pettersen         | 122,5 m | 108,0  |
| Für den zweiten Durchgang nicht qualifiziert: |                          |         |        |
| 31                                            | Pawel Karelin            | 125,5 m | 113,4  |
| 32                                            | Mitja Mežnar             | 125,5 m | 112,9  |
| 33                                            | Denis Kornilow           | 123,5 m | 109,8  |
|                                               | Jernej Damjan            | 123,5 m | 109,8  |
| 35                                            | Maciej Kot               | 123,0 m | 108,4  |
| 36                                            | Piotr Żyła               | 122,0 m | 106,6  |
| 37                                            | Kalle Keituri            | 121,5 m | 106,2  |
| 38                                            | Taku Takeuchi            | 122,0 m | 106,1  |
| 39                                            | Bastian Kaltenböck       | 121,5 m | 105,7  |
| 40                                            | Daniel Lackner           | 121,0 m | 105,3  |
|                                               | Nikolai Karpenko         | 121,0 m | 105,3  |
| 42                                            | Balthasar Schneider      | 121,5 m | 104,7  |
| 43                                            | Sebastian Colloredo      | 119,5 m | 101,1  |
|                                               | Tobias Bogner            | 119,5 m | 101,1  |
| 45                                            | Borek Sedlák             | 118,5 m | 100,3  |
| 46                                            | Johan Eriksson           | 118,5 m | 099,3  |
| 47                                            | Fumihisa Yumoto          | 117,5 m | 097,5  |
| 48                                            | Pascal Bodmer            | 117,0 m | 095,1  |
| 49                                            | Vincent Descombes Sevoie | 117,0 m | 091,6  |
| 50                                            | Anders Johnson           | 113,5 m | 088,8  |

### Zweiter Durchgang und Endergebnis
Der zweite Durchgang fand am 6. Januar 2009 zwischen 17:42 und 18:14 Uhr statt. Zu ihm traten mit den 25 Siegern der K.-o.-Duelle sowie den fünf Lucky Losern 30 Springer aus elf Nationen an. Gestartet wurde aus Luke 25. Das Endergebnis errechnet sich aus der Addition der Punkte des ersten und zweiten Wertungsdurchganges.
Den überlegenen Tagessieg, den dritten in Folge, sicherte sich der Österreicher Wolfgang Loitzl, der in beiden Durchgängen die Tageshöchstweite – 142,5 Meter im ersten und 141,5 Meter im zweiten Durchgang – erzielte. Loitzl erhielt für diese beiden Sprünge neunmal die Höchstnote von 20,0 Punkten. Die zehnte 20,0-Wertung, die neuen Rekord bedeutet hätte, verwehrte ihm der tschechische Sprungrichter Václav Kraml. Den Titel des „Man of the day“ sicherte sich der deutsche Michael Neumayer.
| Rang | Name                  | Punkte | Weite 1 | Weite 2 |
| ---- | --------------------- | ------ | ------- | ------- |
| 01   | Wolfgang Loitzl       | 301,2  | 142,5 m | 141,5 m |
| 02   | Simon Ammann          | 284,4  | 137,5 m | 140,5 m |
| 03   | Dmitri Wassiljew      | 279,2  | 138,0 m | 138,5 m |
| 04   | Gregor Schlierenzauer | 279,1  | 138,5 m | 136,0 m |
| 05   | Martin Schmitt        | 278,5  | 138,5 m | 136,5 m |
| 06   | Michael Neumayer      | 268,8  | 136,0 m | 135,0 m |
| 07   | Anders Jacobsen       | 267,5  | 132,5 m | 137,5 m |
| 08   | Michael Uhrmann       | 258,0  | 133,5 m | 131,5 m |
| 09   | Martin Koch           | 257,0  | 130,5 m | 134,5 m |
| 10   | Harri Olli            | 252,5  | 134,5 m | 128,0 m |
| 11   | Ville Larinto         | 251,2  | 133,0 m | 128,5 m |
| 12   | Matti Hautamäki       | 250,6  | 132,5 m | 129,5 m |
| 12   | Emmanuel Chedal       | 250,6  | 131,5 m | 130,5 m |
| 14   | Ilja Rosljakow        | 249,8  | 132,0 m | 129,0 m |
| 15   | Stephan Hocke         | 249,1  | 132,0 m | 130,0 m |

| Rang | Name                | Punkte | Weite 1 | Weite 2 |
| ---- | ------------------- | ------ | ------- | ------- |
| 16   | Thomas Morgenstern  | 247,2  | 130,0 m | 129,0 m |
| 17   | Anders Bardal       | 243,7  | 129,5 m | 129,5 m |
| 18   | Daiki Itō           | 241,1  | 130,5 m | 126,5 m |
| 19   | Noriaki Kasai       | 240,1  | 129,5 m | 127,5 m |
| 20   | Yūta Watase         | 235,3  | 125,5 m | 128,0 m |
| 21   | Johan Remen Evensen | 234,3  | 128,0 m | 125,5 m |
| 22   | Roman Koudelka      | 233,2  | 126,5 m | 127,5 m |
| 23   | Jakub Janda         | 231,6  | 127,5 m | 124,5 m |
| 24   | Markus Eggenhofer   | 231,0  | 127,0 m | 125,5 m |
| 25   | Tom Hilde           | 229,5  | 129,0 m | 123,5 m |
| 26   | Andreas Küttel      | 228,0  | 126,5 m | 126,0 m |
| 27   | Felix Schoft        | 226,9  | 128,5 m | 122,0 m |
| 28   | Kamil Stoch         | 222,5  | 126,0 m | 121,5 m |
| 29   | Robert Kranjec      | 219,6  | 126,0 m | 121,0 m |
| 30   | Sigurd Pettersen    | 215,1  | 122,5 m | 122,0 m |

## Tournee-Endstand
| Rang | Name                     | Nation             | Gesamt- wertung | Oberst- dorf | Garmisch- Partenk. | Inns- bruck | Bischofs- hofen |
| ---- | ------------------------ | ------------------ | --------------- | ------------ | ------------------ | ----------- | --------------- |
| 01   | Wolfgang Loitzl          | Österreich         | 1123,7          | 285,2 / 02.  | 276,3 / 01.        | 261,0 / 01. | 301,2 / 01.     |
| 02   | Simon Ammann             | Schweiz            | 1091,1          | 286,4 / 01.  | 274,6 / 02.        | 245,7 / 08. | 284,4 / 02.     |
| 03   | Gregor Schlierenzauer    | Österreich         | 1077,1          | 280,1 / 04.  | 257,6 / 04.        | 260,3 / 02. | 279,1 / 04.     |
| 04   | Martin Schmitt           | Deutschland        | 1055,2          | 273,8 / 05.  | 245,2 / 08.        | 257,7 / 03. | 278,5 / 05.     |
| 05   | Dmitri Wassiljew         | Russland           | 1048,1          | 284,4 / 03.  | 239,6 / 09.        | 244,9 / 09. | 279,2 / 03.     |
| 06   | Anders Jacobsen          | Norwegen           | 1027,9          | 269,0 / 06.  | 247,0 / 07.        | 244,4 / 10. | 267,5 / 07.     |
| 07   | Harri Olli               | Finnland           | 1019,2          | 268,5 / 07.  | 258,6 / 03.        | 239,6 / 11. | 252,5 / 10.     |
| 08   | Thomas Morgenstern       | Österreich         | 1001,0          | 254,7 / 11.  | 248,5 / 06.        | 250,6 / 05. | 247,2 / 16.     |
| 09   | Matti Hautamäki          | Finnland           | 0991,4          | 250,5 / 13.  | 237,1 / 10.        | 253,2 / 04. | 250,6 / 12.     |
| 10   | Michael Neumayer         | Deutschland        | 0986,3          | 259,8 / 09.  | 211,2 / 24.        | 246,5 / 07. | 268,8 / 06.     |
| 11   | Martin Koch              | Österreich         | 0974,1          | 233,5 / 23.  | 249,0 / 05.        | 234,6 / 14. | 257,0 / 09.     |
| 12   | Michael Uhrmann          | Deutschland        | 0967,9          | 256,9 / 10.  | 222,9 / 14.        | 230,1 / 16. | 258,0 / 08.     |
| 13   | Noriaki Kasai            | Japan              | 0953,5          | 243,9 / 17.  | 220,5 / 16.        | 249,0 / 06. | 240,1 / 19.     |
| 14   | Ville Larinto            | Finnland           | 0944,5          | 249,9 / 14.  | 221,9 / 15.        | 221,5 / 24. | 251,2 / 11.     |
| 15   | Stephan Hocke            | Deutschland        | 0937,1          | 247,3 / 15.  | 214,6 / 20.        | 226,1 / 17. | 249,1 / 15.     |
| 16   | Andreas Küttel           | Schweiz            | 0925,0          | 236,2 / 22.  | 225,6 / 12.        | 235,2 / 13. | 228,0 / 26.     |
| 17   | Ilja Rosljakow           | Russland           | 0922,2          | 221,3 / 29.  | 214,1 / 21.        | 237,0 / 12. | 249,8 / 14.     |
| 18   | Roman Koudelka           | Tschechien         | 0913,9          | 232,2 / 26.  | 223,8 / 13.        | 224,7 / 19. | 233,2 / 22.     |
| 19   | Daiki Itō                | Japan              | 0912,7          | 240,9 / 19.  | 207,3 / 26.        | 223,4 / 22. | 241,1 / 18.     |
| 20   | Emmanuel Chedal          | Frankreich         | 0839,1          | 251,7 / 12.  | 233,8 / 11.        | 103,0 / 31. | 250,6 / 12.     |
| 21   | Yūta Watase              | Japan              | 0789,8          | 117,0 / 35.  | 212,0 / 23.        | 225,5 / 18. | 235,3 / 20.     |
| 22   | Jakub Janda              | Tschechien         | 0785,8          | 232,3 / 25.  | 220,2 / 17.        | 101,7 / 33. | 231,6 / 23.     |
| 23   | Fumihisa Yumoto          | Japan              | 0770,5          | 244,9 / 16.  | 207,2 / 27.        | 220,9 / 25. | 097,5 / 47.     |
| 24   | Johan Remen Evensen      | Norwegen           | 0695,4          | 236,7 / 21.  | nicht qual.        | 224,4 / 21. | 234,3 / 21.     |
| 25   | Felix Schoft             | Deutschland        | 0679,6          | 120,6 / 31.  | 109,8 / 32.        | 222,3 / 23. | 226,9 / 27.     |
| 26   | Kalle Keituri            | Finnland           | 0678,4          | 267,8 / 08.  | 203,7 / 29.        | 100,7 / 35. | 106,2 / 37.     |
| 27   | Markus Eggenhofer        | Österreich         | 0673,3          | 225,9 / 28.  | nicht qual.        | 216,4 / 28. | 231,0 / 24.     |
| 28   | Andreas Kofler           | Österreich         | 0664,5          | 237,3 / 20.  | 212,5 / 22.        | 214,7 / 29. | nicht qual.     |
| 29   | Anders Bardal            | Norwegen           | 0655,9          | 094,1 / 49.  | 215,1 / 19.        | 103,0 / 31. | 243,7 / 17.     |
| 30   | Denis Kornilow           | Russland           | 0651,1          | 242,4 / 18.  | 205,0 / 28.        | 093,9 / 39. | 109,8 / 33.     |
| 31   | Robert Kranjec           | Slowenien          | 0625,1          | 119,7 / 33.  | 185,6 / 31.        | 100,2 / 36. | 219,6 / 29.     |
| 32   | Tom Hilde                | Norwegen           | 0562,6          | 108,4 / 42.  | nicht qual.        | 224,7 / 19. | 229,5 / 25.     |
| 33   | Adam Małysz              | Polen              | 0556,9          | 229,5 / 27.  | 095,3 / 37.        | 232,1 / 15. | –               |
| 34   | Shōhei Tochimoto         | Japan              | 0538,3          | 109,2 / 40.  | 215,5 / 18.        | 213,6 / 30. | nicht qual.     |
| 35   | Daniel Lackner           | Österreich         | 0527,6          | 105,6 / 45.  | 096,6 / 35.        | 220,1 / 26. | 105,3 / 40.     |
| 36   | Kamil Stoch              | Polen              | 0523,3          | –            | 083,4 / 47.        | 217,4 / 27. | 222,5 / 28.     |
| 37   | Vincent Descombes Sevoie | Frankreich         | 0517,6          | 232,4 / 24.  | 097,5 / 34.        | 096,1 / 37. | 091,6 / 49.     |
| 38   | Jernej Damjan            | Slowenien          | 0514,2          | 107,5 / 43.  | 209,5 / 25.        | 087,4 / 47. | 109,8 / 33.     |
| 39   | Andreas Wank             | Deutschland        | 0415,0          | 214,8 / 30.  | 200,2 / 30.        | –           | –               |
| 40   | Piotr Żyła               | Polen              | 0405,1          | 118,8 / 34.  | 090,6 / 41.        | 089,1 / 46. | 106,6 / 36.     |
| 41   | Mitja Mežnar             | Slowenien          | 0311,1          | 108,8 / 41.  | nicht qual.        | 089,4 / 45. | 112,9 / 32.     |
| 42   | Johan Eriksson           | Schweden           | 0309,5          | 120,1 / 32.  | 090,1 / 43.        | nicht qual. | 099,3 / 46.     |
| 43   | Tobias Bogner            | Deutschland        | 0297,5          | nicht qual.  | 094,8 / 38.        | 101,6 / 34. | 101,1 / 43.     |
| 44   | Ondřej Vaculík           | Tschechien         | 0290,0          | 113,3 / 36.  | 090,2 / 42.        | 086,5 / 48. | nicht qual.     |
| 45   | Primož Peterka           | Slowenien          | 0288,0          | 098,7 / 48.  | 099,4 / 33.        | 089,9 / 44. | –               |
| 46   | Sebastian Colloredo      | Italien            | 0286,5          | nicht qual.  | 093,4 / 39.        | 092,0 / 42. | 101,1 / 43.     |
| 47   | Taku Takeuchi            | Japan              | 0282,4          | nicht qual.  | 081,5 / 48.        | 094,8 / 38. | 106,1 / 38.     |
| 48   | Pascal Bodmer            | Deutschland        | 0273,8          | nicht qual.  | 085,8 / 45.        | 092,9 / 41. | 095,1 / 48.     |
| 49   | Primož Pikl              | Slowenien          | 0252,6          | 077,9 / 50.  | 095,6 / 36.        | 079,1 / 50. | –               |
| 50   | Sigurd Pettersen         | Norwegen           | 0215,1          | –            | –                  | –           | 215,1 / 30.     |
| 51   | Sami Niemi               | Finnland           | 0205,3          | 111,5 / 39.  | nicht qual.        | 093,8 / 40. | nicht qual.     |
| 52   | Borek Sedlák             | Tschechien         | 0204,1          | 103,8 / 46.  | nicht qual.        | nicht qual. | 100,3 / 45.     |
| 53   | Nikolai Karpenko         | Kasachstan         | 0197,4          | nicht qual.  | 092,1 / 40.        | nicht qual. | 105,3 / 40.     |
| 54   | Andreas Arén             | Schweden           | 0172,0          | nicht qual.  | 087,8 / 44.        | 084,2 / 49. | –               |
| 55   | Pawel Karelin            | Russland           | 0113,4          | nicht qual.  | –                  | –           | 113,4 / 31.     |
| 56   | Roar Ljøkelsøy           | Norwegen           | 0112,9          | 112,9 / 37.  | nicht qual.        | –           | –               |
| 57   | Severin Freund           | Deutschland        | 0111,6          | 111,6 / 38.  | nicht qual.        | –           | –               |
| 58   | Maciej Kot               | Polen              | 0108,4          | –            | –                  | –           | 108,4 / 35.     |
| 59   | Alexei Koroljow          | Kasachstan         | 0106,1          | 106,1 / 44.  | nicht qual.        | nicht qual. | nicht qual.     |
| 60   | Bastian Kaltenböck       | Österreich         | 0105,7          | –            | –                  | –           | 105,7 / 39.     |
| 61   | Balthasar Schneider      | Österreich         | 0104,7          | –            | –                  | nicht qual. | 104,7 / 42.     |
| 62   | Julian Musiol            | Deutschland        | 0103,7          | 103,7 / 47.  | nicht qual.        | –           | –               |
| 63   | Manuel Fettner           | Österreich         | 0091,5          | –            | –                  | 091,5 / 43. | nicht qual.     |
| 64   | Anders Johnson           | Vereinigte Staaten | 0088,8          | nicht qual.  | nicht qual.        | nicht qual. | 088,8 / 50.     |
| 65   | Nicholas Fairall         | Vereinigte Staaten | 0083,7          | nicht qual.  | 083,7 / 46.        | nicht qual. | nicht qual.     |
| 66   | Andrea Morassi           | Italien            | 0081,1          | nicht qual.  | 081,1 / 49.        | nicht qual. | –               |
| 67   | Bjørn Einar Romøren      | Norwegen           | 0078,4          | nicht qual.  | 078,4 / 50.        | nicht qual. | –               |